# Junkers Ju 88
Die Junkers Ju 88 war ein zweimotoriges Flugzeug mit Kolbenmotoren der Junkers Flugzeug- und Motorenwerke (JFM), das von 1939 bis 1945 in großer Stückzahl produziert wurde.
Die Ju 88 war eines der Standard-Kampfflugzeuge der Luftwaffe des Deutschen Reiches. Die ursprünglich als schneller Horizontal- und Sturzkampfbomber konzipierte Maschine wurde mit diversen Modifikationen auch als Fernbomber, Torpedobomber, Minenleger, See- oder Fernaufklärer, zur Wetterbeobachtung, als Zerstörer, Nachtjäger, Panzerjäger oder als Tiefangriffsflugzeug eingesetzt. Mit 14.882 gebauten Maschinen war die Ju-88-Produktion eines der größten Rüstungsprogramme des Deutschen Reiches im Zweiten Weltkrieg.

## Die Luftkriegstheorie der 1930er-Jahre

### Douhet
Unter dem Eindruck der verlustreichen Stellungskämpfe des Ersten Weltkrieges veröffentlichte der italienische General a. D. Giulio Douhet in den 1920er-Jahren sein Werk „Il dominio dell’aria“. Sein Leitgedanke war die Defensive zu Land und zur See, aber die Offensive in der Luft. Die Luftarmada sollte durch großangelegte Bombenangriffe auf das Heimatland des Gegners zukünftige Kriege entscheiden. Douhet: „Die Luftherrschaft erobern heißt soviel wie siegen! In der Luft geschlagen zu werden bedeutet, hoffnungslos besiegt zu sein!“

### Rougeron
Der französische Luftkriegstheoretiker Camille Rougeron publizierte 1937 sein Werk „L’Aviation de Bombardement“. Im Gegensatz zu Douhet, der den schweren Bomber befürwortete, sah Rougeron im Schnellbomber die Hauptangriffswaffe. Dieser sollte, ohne Abwehrbewaffnung, allein geschützt durch seine überlegene Geschwindigkeit, Ziele im Feindgebiet angreifen.

### Der Sturzkampfgedanke
Wegen der mangelnden Treffgenauigkeit der Anfang der 1930er-Jahre vorhandenen Bombenzielgeräte war der Gedanke naheliegend, Bomben im Sturzflug punktgenau auf ein Ziel werfen zu können. Eine hohe Trefferquote ermöglicht den effektiven Einsatz leichterer Bomber und reduziert den Munitionsverbrauch.
Obwohl an der Entwicklung besserer Zielgeräte für den Horizontalbombenwurf gearbeitet wurde, kam man zur Ansicht, dass der Bombenangriff im Sturzflug nicht nur für die taktische Nahunterstützung sinnvoll sei, sondern auch gegen ausgewählte militärische und industrielle Ziele wie Hafenanlagen, Fabriken oder Schiffe. Ernst Udet, Chef des Technischen Amtes im Reichsluftfahrtministerium (RLM), und Hans Jeschonnek, später Chef des Generalstabes der Luftwaffe, sahen im Sturzkampfbomber die am besten geeignete Angriffswaffe. Das führte in der für die Planung der zukünftigen Luftwaffe maßgeblichen Zeit zu der Forderung, jeder Bomber sollte sturzflugfähig sein.

## Die Bomberentwicklung in Deutschland
1935 skizzierte der deutsche Generalmajor Walther Wever in Gatow seine Vorstellungen von zukünftigen Kriegen: Der schwere Bomber sei die entscheidende Waffe. Unter seinem Einfluss gingen bereits 1934 die Spezifikationen für einen viermotorigen Bomber mit großer Reichweite, den sogenannten „Uralbomber“, vom Technischen Amt des Reichsluftfahrtministeriums an die Dornier- und Junkers-Werke.
Etwa zur gleichen Zeit begann in den USA bei Boeing die Entwicklung des „Model 299“, das später unter dem Namen B-17 („Flying Fortress“) bekannt wurde. In Deutschland führte das zum Bau der Dornier Do 19 und Junkers Ju 89, beides Prototypen viermotoriger strategischer Bomber. Da noch keine leistungsstarken Motoren zur Verfügung standen, waren die Flugleistungen dieser beiden Maschinen unzureichend.
Neben dem Fernbomberprojekt befürwortete Wever den Bau von Schnellbombern.
Nach Wevers Unfalltod am 3. Juni 1936 änderten sich im Deutschen Reich die Prioritäten: Wegen mangelnder Kapazität der Industrie forderte Hermann Göring am 19. April 1937 die Einstellung des „Uralbombers“ zugunsten eines „schnellen mittleren Kampfflugzeugs“, das in großen Stückzahlen produziert werden konnte: der Junkers Ju 88. Parallel dazu verfolgte das Luftkommandoamt, allerdings mit niedriger Priorität, das moderne „Bomber-A-Projekt“, das zum viermotorigen schweren Kampfflugzeug Heinkel He 177 führen sollte.

## Die Schnellbomberausschreibung
Im November 1935 gab das Reichsluftfahrtministerium (RLM) die Anforderungen für das zukünftige schnelle mittlere Kampfflugzeug an die Firmen Dornier, Henschel, Messerschmitt, Heinkel und Junkers heraus: ein zweimotoriger Horizontalbomber mit drei Mann Besatzung und leichter Abwehrbewaffnung, der 500 kg Bomben mit 500 km/h 2000 km weit transportieren sollte. Als Dauergeschwindigkeit forderte das RLM 450 km/h; die Maschine sollte mit Bombenlast in 25 Minuten auf 7000 Meter steigen können. Bei diesem Konzept stand die Geschwindigkeit an erster Stelle. Angriffen durch Jagdflugzeuge sollte sich der Schnellbomber durch seine Schnelligkeit entziehen. Das bedeutete, dass zugunsten der Flugleistung auf Panzerung, selbstabdichtende Treibstofftanks und starke Abwehrbewaffnung verzichtet werden sollte: nur ein MG 15 im Kaliber 7,92 mm zur Verteidigung nach hinten oben wurde gefordert.

## Entwicklung der Ju 88

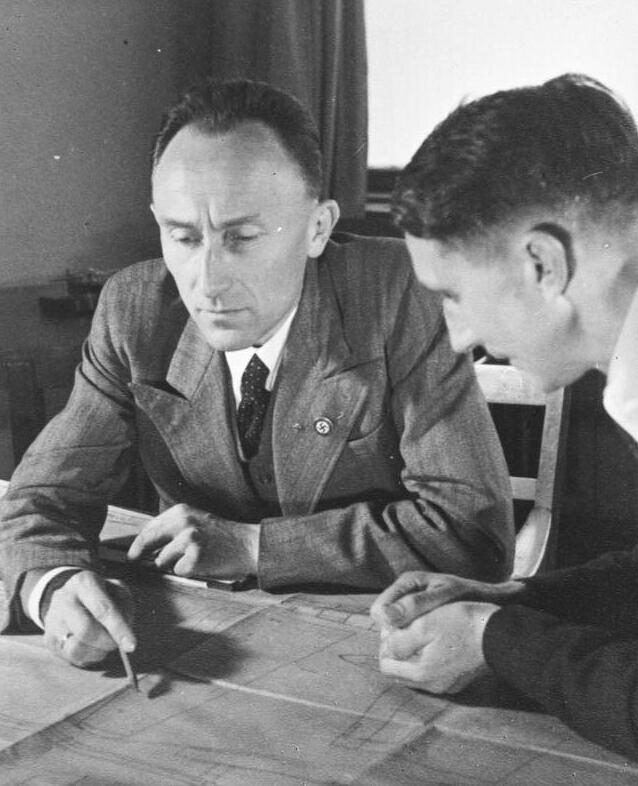
Ernst Zindel, Chefkonstrukteur der Junkers-Werke

### Der Schnellbomber
Als das RLM das Lastenheft für den neuen Bomber bekanntgab, konnte Junkers bereits auf Vorentwürfe zum Projekt EF 59 des Junkers-Entwurfsleiters August Quick und des Chefaerodynamikers Sighard Hoerner aus dem Herbst 1935 zurückgreifen, die unter dem im September des Jahres neu eingestellten Entwicklungschef Herbert Wagner entstanden waren. In Konkurrenz leitete Messerschmitt aus der Bf 110 die dreisitzige Bf 162 ab.
Unter der Gesamtaufsicht von Junkers Chefkonstrukteur Ernst Zindel entwickelten Alfred Gassner als Typenleiter und Heinrich Evers als dessen Schriftführer – beide waren bis 1935 bei der Fairchild Aircraft Manufacturing Company in den USA beschäftigt gewesen – ab Januar 1936 aus den Vorentwürfen einen zweimotorigen Tiefdecker mit einziehbarem Fahrgestell und einteiligem Leitwerk: die Junkers Ju 88. Alternativ wurde mit der Ju 85 eine Version mit zweiteiligem Endscheibenleitwerk entwickelt, aber wegen des höheren Luftwiderstandes dieses Konzeptes verworfen. Im ersten Entwurf sah Zindel ein Abfluggewicht von 8000 kg vor, mit einer Tragflächengröße von 52 m² und einer relativ hohen Flächenbelastung von 160 kg/m². Das Technische Amt hielt die Unterbringung von Bomben kleinen Kalibers im Rumpf für ausreichend, um den Rumpfquerschnitt der Maschine gering zu halten und gute Flugleistungen zu erzielen. Im Detail wurde eine interne Bombenlast von zehn SC-50-Bomben gefordert und ein weiterer Kraftstofftank, oder stattdessen weitere acht SC 50 beim Kurzstreckeneinsatz.

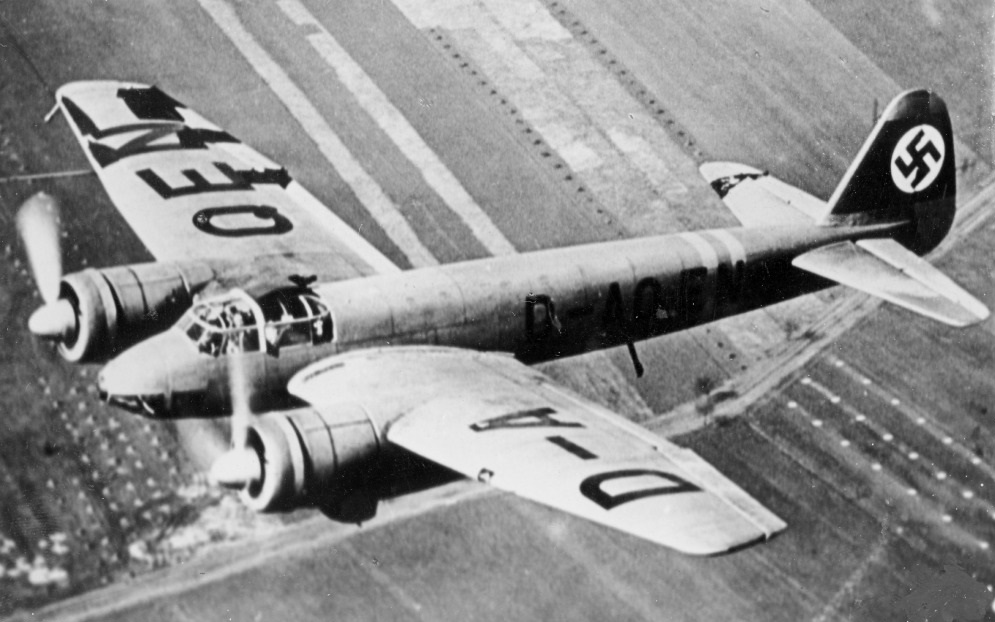
Junkers Ju 88 V1

Der Erstflug des Versuchsmusters Ju 88 V1, Werknummer 4941, fand am 21. Dezember 1936 mit Karl-Heinz Kindermann statt. Da die werkseigenen Motoren vom Typ Jumo 211 noch nicht zur Verfügung standen, war die Maschine mit Vergasermotoren vom Typ DB 600 Aa mit je 1000 PS Startleistung ausgestattet. Bei einem Gewicht von 7000 kg erreichte das Flugzeug mit seinem aerodynamisch günstigen Bug 450 km/h. Der am 10. April 1937 erstmals geflogene zweite Prototyp Ju 88 V2, Werknummer 4942 und Kennzeichen D-ASAZ, hatte nur wenige Änderungen und flog maximal 465 km/h. 1937 verließ Alfred Gassner das Land und somit auch das Ju-88-Programm und auch Heinrich Evers beendete seine Arbeit im Bereich Detailkonstruktion und wechselte in die Produktionsvorbereitung. An ihrer Stelle übernahm Brunolf Baade die Leitung des Programms, zunächst als Typenleiter und ab 1938 als Verantwortlicher für die Gesamtkonstruktion.
Am 13. September 1937 flog das dritte Versuchsmuster V3 (Werknummer 4943, D-AREN). Sie erhielt die geplanten Motoren vom Typ Jumo 211 A mit 1000 PS Startleistung. Bei einem Gewicht von 7000 kg übertraf sie die geforderten Werte: unbewaffnet konnte sie eine Geschwindigkeit von 520 km/h für 30 Minuten halten – der moderne britische Jäger Hawker Hurricane erreichte nur 508 km/h. Voll ausgerüstet mit einer Flugmasse von 8482 kg war sie noch 450 km/h schnell. Das Ziel, die Konstruktion eines schnellen Kampfflugzeuges, das Angriffen feindlicher Jagdflugzeuge allein durch seine Geschwindigkeit entgehen konnte, schien erreicht. Die Ju 88 V3 sollte den Geschwindigkeitsrekord über 1000 km mit 2000 kg Nutzlast erringen. Am 24. Februar 1938, bei einem Vorbereitungsflug von Dessau zur Zugspitze, fiel einer der Motoren aus. Bei der anschließenden Notlandung in Fürth verunglückte die Maschine, Pilot und Bordingenieur kamen ums Leben.

### Konzeptionsänderung
Noch immer gab es keine Entscheidung über einen Serienbau, doch im August 1937 forderte der Generalstab von der Maschine die Fähigkeit, Schrägangriffe gegen militärische Punktziele mit einem Gleitwinkel von 30° zu fliegen. Am 23. Dezember 1937 wurde Junkers vom RLM beauftragt, die Ju 88 vom Schnellbomber zum schweren Sturzkampfbomber mit über 60° Sturzwinkel umzukonstruieren und die Serienproduktion vorzubereiten. Ab 2. Februar 1938 wurde die Ju 88 V4 (Werknummer 4944, D-ASYI) erprobt. Sie war sturzflugfähig, hatte einen verstärkten Rumpf, Sturzflugbremsen und eine größere, für vier Mann ausgelegte Kabine. Das gestiegene Gewicht und der höhere Luftwiderstand reduzierten die maximale Geschwindigkeit auf 450 km/h.
Die Ju 88 V5, Werknummer 4945, kam am 13. April 1938 zum Erstflug. Ihre Motoren vom Typ Jumo 211 B mit automatischem Verstellpropeller und Benzindirekteinspritzung hatten eine Startleistung von jeweils 1220 PS. Mit einer kleinen, strömungsgünstigen Kabine konnte sie einen Geschwindigkeitsweltrekord erfliegen: Am 19. März 1939 erzielte sie bei einem Flug über 1000 km eine durchschnittliche Geschwindigkeit von 517,004 km/h, am 30. Juni 1939 mit einer Nutzlast von 2000 kg über 1000 km erreichten Ernst Seibert und Kurt Heintz eine Durchschnittsgeschwindigkeit von 500,786 km/h.
Die Ju 88 V6 (Werknummer 4946, D-ASCY) war mit Sturzflugbremsen und Abfangautomatik für den Sturzflug optimiert und für eine Belastung von zehn g beim Abfangen ausgelegt. Sie hatte unter beiden Innenflügeln je zwei ETC-Bombenschlösser (ETC = elektrischer Träger für cylindrische Außenlasten), eine Kanzel für eine vierköpfige Besatzung, eine Abwehrbewaffnung, bestehend aus drei MG 15 des Kalibers 7,92 mm und eine nach rechts versetzte Bodenwanne. Das Abfluggewicht ohne Bomben war auf 10250 kg gestiegen, die Aerodynamik war schlechter als bei der V3. Daher war sie trotz gestiegener Triebwerksleistung etwa 40 km/h langsamer als der ursprüngliche Schnellbomber.

### Konstruktion

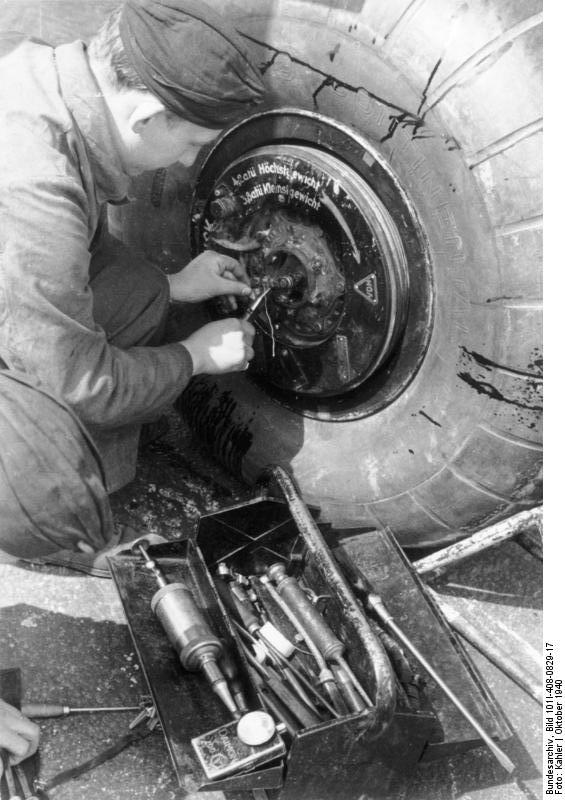
Monteure am Fahrwerk einer Ju 88

Die Konstruktion der Ju 88 war typisch für die deutschen Kampfflugzeuge des Zweiten Weltkrieges. Die Besatzung war in der „Arbeitsraum“, später auch „Kampfkopf“ genannten, großzügig verglasten Kabine im vorderen Teil des Rumpfes zusammengefasst. Von dort aus konnten alle Aggregate und Verteidigungswaffen der Maschine bedient werden. Es war nicht vorgesehen – und auch nicht möglich – den Arbeitsraum zu verlassen und den hinteren Teil des Rumpfes zu betreten. In den „Lastenräumen“ des schmalen Rumpfes konnten nur kleine Bombenkaliber transportiert werden. Von Anfang an war geplant, schwere Lasten an Bombenschlössern unter den Tragflächen mitzuführen.
Die ältere Heinkel He 111 weicht von diesem Konzept ab: hier war nur ein Teil der Besatzung in der verglasten Kanzel untergebracht, die Bordschützen hatten ihre Stationen oben und an den Seiten des voluminösen Rumpfes, in dem auch schwere Bomben mitgeführt wurden. Die kleinere Dornier Do 17 ist der Ju 88 ähnlich. Die Nachfolgemodelle Do 217 und Ju 188 behielten das Konzept von „Kampfkopf“ und schmalem Rumpf bei, ebenso die Entwürfe für den nicht verwirklichten „Bomber B“ und in gewisser Weise auch die Heinkel He 177.
Die Bomber der USA und Großbritanniens hatten – der He 111 ähnlich – Rumpfkonstruktionen von großem Durchmesser, die von den Besatzungen betreten werden konnten. Es war nicht vorgesehen, wie bei den deutschen Kampfflugzeugen, Außenlasten wie Bomben oder Abwurftanks unter den Flächen anzubringen. Die Typen B-17, B-24, B-25 und B-26 sowie Lancaster und Halifax transportierten große Mengen an Munition und Treibstoff intern. Ihre Rümpfe hatten Abwehrstände – teilweise in Form motorgetriebener Drehtürme – auf der Oberseite, an den Seiten, oft auch an der Unterseite, und immer eine Heckbewaffnung.
Durch diese Konstruktionsmerkmale war die Ju 88 leichter, kleiner, schneller, wendiger und von einer kleineren Besatzung zu fliegen als vergleichbare Maschinen der Alliierten. Die Ju 88 konnte einen größeren Anteil ihrer Flugmasse als Nutzlast transportieren, und sie war für verschiedene Einsatzprofile verwendbar.
Der Nachteil dieses Konzeptes lag in der schwachen Abwehrbewaffnung. Zwar wurde die Anzahl der Maschinengewehre schon Ende 1940 von anfangs drei auf vier bis sieben erhöht, aber es gab keine überlappenden Feuerbereiche, in denen die Wirkung mehrerer Maschinengewehre zusammengefasst werden konnte. Der Einbau eines Waffenstandes im Heck war nicht möglich. Daher konnte immer nur ein einziges 7,92-mm-MG auf eine angreifende Jagdmaschine gerichtet werden, so dass die Ju 88 bei Angriffen durch Jagdflugzeuge sehr verwundbar war. Dieser Nachteil vergrößerte sich im Laufe des Krieges erheblich, da die gegnerischen Jagdflugzeuge immer schneller und besser bewaffnet wurden.
Den Anforderungen des RLM entsprechend war die Junkers Ju 88 A bis 90° sturzflugfähig. Der kleineren Junkers Ju 87 ähnlich, verfügte sie über Sturzflugbremsen unter den Tragflächen. Um den Piloten zu entlasten, war eine komplexe Abfangautomatik eingebaut. Im Marschflug betätigte der Pilot den Sturzflughebel, um den Sturzflug einzuleiten: dadurch wurden automatisch die Sturzflugbremsen ausgefahren, die Luftschrauben zum Bremsen auf größte Drehzahl gestellt, die Höhenrudertrimmklappen zum Abfangen vorgespannt, eine Sicherheitssteuerung gegen zu hartes Abfangen eingeschaltet, die Kühlerspreizklappen geschlossen, der Abwurf der Rumpfbomben gesperrt und die Lader der Triebwerke auf niedrige Flughöhe umgeschaltet. Durch das Auslösen der Bomben unter den Tragflächen wurden die Trimmklappen auf Abfangen und die Luftschrauben auf normale Drehzahl gestellt. Das Flugzeug fing nun automatisch mit etwa der dreifachen Erdbeschleunigung ab. Im Horizontalflug stellte der Pilot den Sturzflughebel wieder zurück: so wurde die Maschine wieder automatisch auf den Marschflug eingestellt. Etwas später wurde das Verfahren modifiziert. Der Abwurf erfolgte nun aus einem flacheren Sturzflug von 50° im Moment des Abfangens. Dadurch war es möglich, auch die Bomben in den Vertikalmagazinen im Rumpf einzusetzen.
Die Zerstörer und Nachtjäger Ju 88 C, R und G, die Aufklärer Ju 88 D und T sowie die Schnellbomber Ju 88 S waren nicht sturzflugfähig.

### Serienproduktion

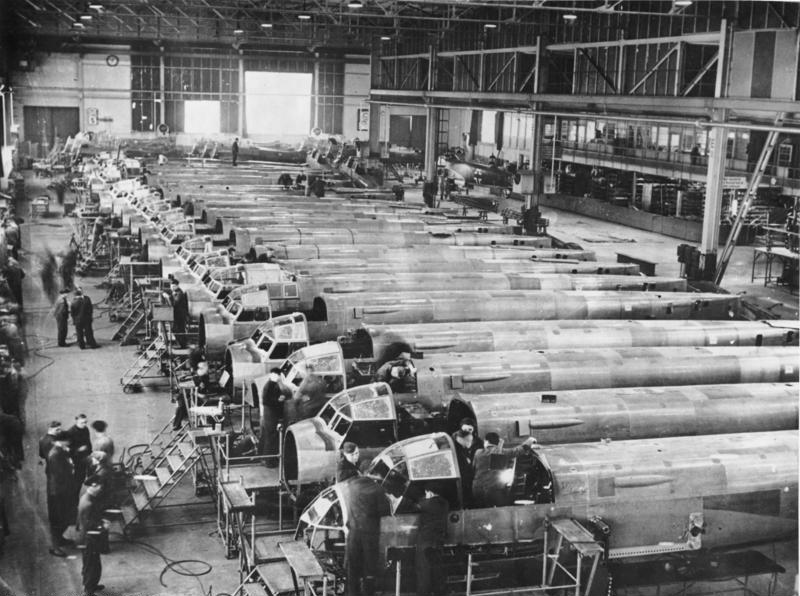
Rumpfbau im Werk Aschersleben

Die Ju 88 V6 war die Mustermaschine für die Vorserienversion Ju 88 A-0, die im September 1938 in Produktion ging, nachdem der Auftrag für die Großserienproduktion an die JFM erteilt worden war. Die Ju 88 sollte als „sturzflugfähiger Gleitbomber“ zum Standardkampfflugzeug der Luftwaffe werden und die Ju 86, Do 17 und He 111 ablösen. Die eigentliche Serie lief erst Mitte 1939 mit der Ju 88 A-1 an. Der Lieferplan sah vor, dass JFM und angeschlossene Lizenzwerke 8300 Maschinen bis März 1943 herstellen sollten. JFM-Generaldirektor Heinrich Koppenberg hielt 6800 Maschinen für realistisch – eine Zahl, die wegen Aluminiumknappheit und Facharbeitermangel am 11. April 1939 auf 4199 Maschinen reduziert werden musste. Die Fertigung verlief anfangs schleppend: im Dezember 1939 wurden nur 27 Ju 88 A-1 fertiggestellt.

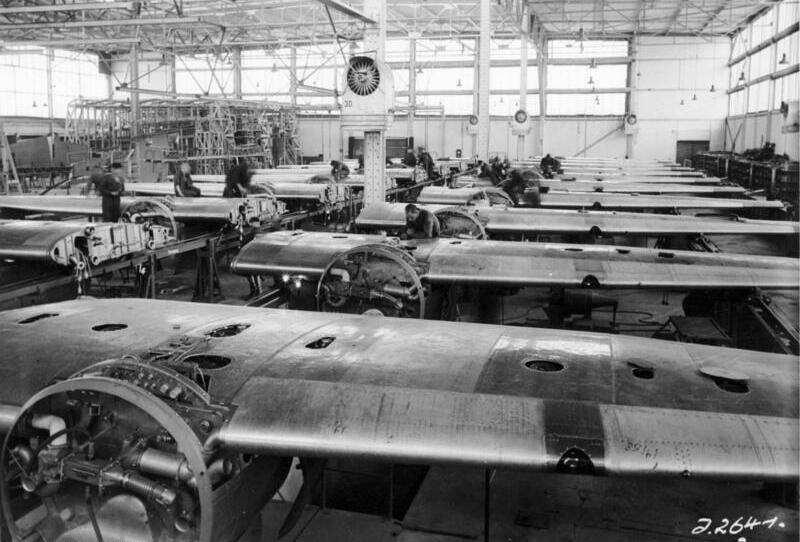
Werk Halberstadt: Tragflächenfertigung

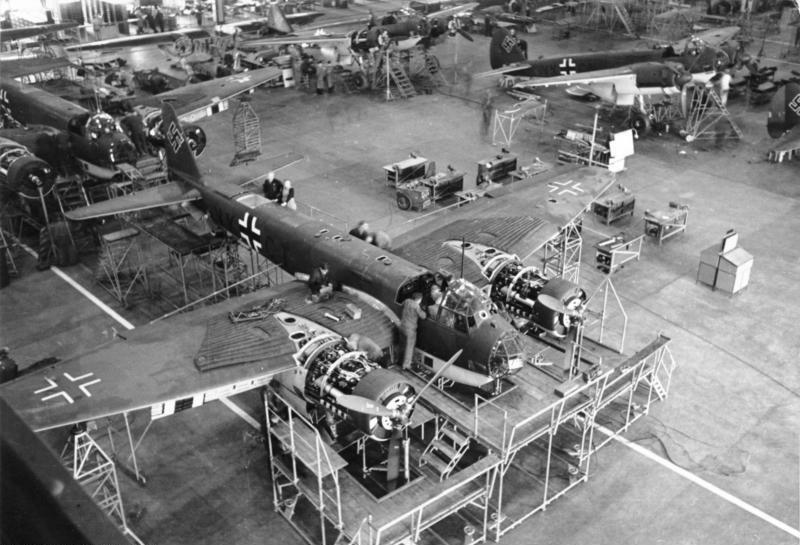
Endmontage, vermutl. Werk Bernburg (Strenzfeld)

Alle JFM-Werke waren in die Produktion der Ju 88 eingebunden: Anlauf und Serienbau im Stammwerk Dessau, Endmontage und Einflug: Bernburg (Strenzfeld), Zellenbau (Rumpf): Aschersleben, Tragflächen: Halberstadt, Leitwerk und Triebwerkverkleidungen: Leopoldshall. Schnell wurden andere Hersteller beauftragt, die Ju 88 als Lizenzbau herzustellen. Diese sogenannten Nachbauwerke waren Arado in Brandenburg/Havel (ArB), die Henschel Flugzeug-Werke in Berlin-Johannisthal (HFW) und die Dornier-Werke München (DWM), die Norddeutsche Dornier in Wismar (NDW), die Heinkel-Werke Oranienburg (HWO), die Allgemeine Transportanlagen-Gesellschaft in Leipzig (ATG) sowie die Siebel Flugzeugwerke in Halle (Saale) (SFH). Fahrwerk- und Zellenteile wurden auch im Volkswagenwerk bei Fallersleben und bei Opel in Rüsselsheim gefertigt.
Die Triebwerke Jumo 211 bzw. Teile davon wurden in den Junkers-Motorenwerken Dessau, Magdeburg, Köthen, Schönebeck (Elbe) und Breslau produziert. Ferner stellten die zur Auto Union AG gehörenden Mitteldeutschen Motorenwerke in Taucha und eine Tochterfirma der Stoewer-Werke in Stettin – die 1937 gegründete Pommersche Motorenbau GmbH in Arnimswalde (heute Załom) – die Motoren als Lizenzbau her.
Insgesamt wurden etwa 9300 Bomber Ju 88 A (einschließlich einiger S-3) und 1900 Aufklärer Ju 88 A, D (einschließlich einiger T-3) gebaut. Die Produktion der Zerstörer und Nachtjagdflugzeuge Ju 88 C, R und G belief sich auf etwa 3700.
1939 wurden nur etwa 100 Ju 88 A-1 hergestellt, 1940 bereits etwa 2400 Ju 88 A-1, A-5 und D, 1941 waren es etwa 2780 Ju 88 A-5, A-4 und D. 1942 wurden 2270 Kampfflugzeuge Ju 88 A abgeliefert, 1943 etwa 2160. Wegen der Verluste durch Feindeinwirkung, aber auch durch den hohen Verschleiß, standen für alle Fronten nie mehr als insgesamt 1000 Bomber, etwa die Hälfte davon Ju 88, zur Verfügung. Am 18. Juni 1944 erging der Befehl, die Produktion von Kampfflugzeugen einzustellen. Der Befehl Hitlers vom September 1944 zur „sofortigen Stilllegung der Kampfverbände“ beendete die Existenz der Bomberverbände.
Die Produktion von Zerstörern blieb anfangs auf einem niedrigen Stand: 1940 wurden 62 Ju 88 C abgeliefert, meist Ju 88 C-2, 1941 etwa 66, meist Ju 88 C-4. Mit der Fortdauer des Krieges, als die Luftwaffe in die Defensive gedrängt wurde, wurde die Produktion von Nachtjägern erhöht. Die letzten nennenswerten Stückzahlen liefen im Januar 1945 vom Band: 188 Ju 88, fast ausschließlich Nachtjäger in der Ausführung G-6; durch die Zerstörungen der Hydrierwerke zur Erzeugung von synthetischem Benzin kamen die Maschinen wegen Treibstoffmangels jedoch kaum noch zum Einsatz.
Bauzahlen der Ju 88 bis 31. März 1945 :
| Version        | JFM  | HFW  | ArB | ATG  | SFH  | NDW | HWO | DWM | SUMME  | Verwendung |
| -------------- | ---- | ---- | --- | ---- | ---- | --- | --- | --- | ------ | ---------- |
| A-1            | 234  | 157  | 171 | 130  | 96   | 160 | 160 | 162 | 1270   | Bomber     |
| A-1 Aufkl.     | 115  |      |     |      |      |     |     |     | 115    | Aufklärer  |
| A-5            | 86   | 192  | 169 | 140  | 174  | 258 | 258 | 53  | 1330   | Bomber     |
| A-5 Aufkl.     | 298  |      |     |      |      |     |     |     | 298    | Aufklärer  |
| A-6            |      | 122  | 131 |      |      |     |     |     | 253    | Bomber     |
| A-4            | 372  | 1241 | 161 | 115  |      | 153 | 290 |     | 2332   | Bomber     |
| A-4tp          | 672  |      |     | 1062 |      |     |     |     | 1734   | Bomber     |
| A-4/A-4tp      |      |      |     |      | 1435 |     |     |     | 1435   | Bomber     |
| A-10           |      |      |     | 20   | 20   |     |     |     | 40     | Bomber     |
| A-14 = A-4cuto |      | 743  |     |      |      |     |     |     | 743    | Bomber     |
| C-4            | 60   |      |     |      |      |     |     |     | 60     | Zerstörer  |
| C-6            | 835  |      |     |      | 65   |     |     |     | 900    | Zerstörer  |
| D-2            | 85   |      |     |      |      |     |     |     | 85     | Aufklärer  |
| D-1            | 374  |      |     |      |      |     |     |     | 374    | Aufklärer  |
| D-1tp          | 757  |      |     |      |      |     |     |     | 757    | Aufklärer  |
| D-5            | 36   |      |     |      |      |     |     |     | 36     | Aufklärer  |
| D-5tp          | 189  |      |     |      |      |     |     |     | 189    | Aufklärer  |
| R-2            | 190  |      |     |      |      |     |     |     | 190    | Nachtjäger |
| G-1            | 1242 |      |     |      |      |     |     |     | 1242   | Nachtjäger |
| G-6            | 1280 |      |     |      |      |     |     |     | 1280   | Nachtjäger |
| S-3            |      | 207  |     |      |      |     |     |     | 207    | Bomber     |
| T-3            |      | 12   |     |      |      |     |     |     | 12     | Aufklärer  |
| Summe          | 6825 | 2674 | 632 | 1467 | 1790 | 571 | 708 | 215 | 14.882 |            |

Im Februar/März 1945 wurden zwei Aufklärer und 77 Nachtjäger gefertigt. Die Zahlen sind in der Tabelle der T-3 und der G-6 zugeordnet. Vom 1. bis zum 11. April 1945 wurden elf Nachtjäger an die Luftwaffe übergeben. Ob es sich dabei um neue Flugzeuge handelte, ist nicht bekannt, aber wahrscheinlich.
Die Ju 88 wurde für eine erhebliche Zahl von Umbauten verwendet. Neben Schulflugzeugen wurden das Torpedoflugzeug A-17 und mehrere Versionen Aufklärer gebaut. Neben den Serienbauern waren die Werft Staaken der Deutschen Lufthansa (DLH), Blohm & Voss (BV), die Maschinenfabrik Niedersachsen (MNH) und Vereinigten Leichtmetall-Werke (VLW) in Hannover sowie die Junkers-Werke Magdeburg und Leipzig beteiligt. Die A-7 wurde auch von diversen Reparaturwerken der Luftwaffe umgebaut.
Umbauten der Ju 88 bis 31. März 1945:
| Version | aus | JFM | JFMM | JFML | HFW | ArB | DLH | BV  | WFG | MNH | VLW | Reparaturwerke | SUMME      | Verwendung       |
| ------- | --- | --- | ---- | ---- | --- | --- | --- | --- | --- | --- | --- | -------------- | ---------- | ---------------- |
| A-3     | A-1 |     |      |      |     | 7   |     |     |     |     |     |                | mind. 7    | Schulflugzeug    |
| A-7     | A-5 |     |      |      |     |     |     | 149 |     |     |     | 134            | 283        | Doppelsteuer     |
| A-12    | A-5 |     | 8    | 307  |     |     |     |     | 2   |     |     |                | 317        | Doppelsteuer     |
| A-16    | A-4 |     |      | 62   |     |     |     |     |     |     |     |                | 62         | Schulflugzeug    |
| A-17    | A-4 |     |      |      |     |     |     |     |     | 364 |     |                | 364        | Torpedoflugzeug  |
| C-1     | A-1 | 20  |      |      |     |     |     |     |     |     |     |                | 20         | Zerstörer        |
| C-2     | A-5 | 20  |      |      |     |     |     |     |     |     |     |                | 20         | Zerstörer        |
| C-4     | A-5 | 60  |      |      |     |     |     |     |     |     |     |                | 60         | Zerstörer        |
| C-5     | A-5 | 1   |      |      |     |     |     |     |     |     |     |                | 1–4        | Zerstörer        |
| D-6     | D-1 | 6   |      |      |     |     |     |     |     |     |     |                | 6          | Aufklärer        |
| H-1     | D-1 | 10  |      |      |     |     |     |     |     |     |     |                | 10         | Aufklärer        |
| P-1     | A-4 |     | 20   |      |     |     |     |     | 18  |     |     |                | 38         | Schlachtflugzeug |
| P-4     | A-4 |     |      |      |     |     |     |     |     |     | 25  |                | 25         | Schlachtflugzeug |
| S-1     | A-4 | 70  |      |      |     |     |     |     |     |     |     |                | 70         | Schnellbomber    |
| S-3     | A-4 |     |      |      | 146 |     |     |     |     |     |     |                | 146        | Schnellbomber    |
| T-1     | D-1 | 50  |      |      |     |     | 32  |     |     |     |     |                | 82         | Aufklärer        |
| T-3     | S-3 |     |      |      |     |     | 36  |     |     |     |     |                | 36         | Aufklärer        |
| Summe   |     | 237 | 28   | 369  | 146 | 7   | 68  | 149 | 20  | 364 | 25  | 134            | mind. 1547 |                  |

## Einsatz

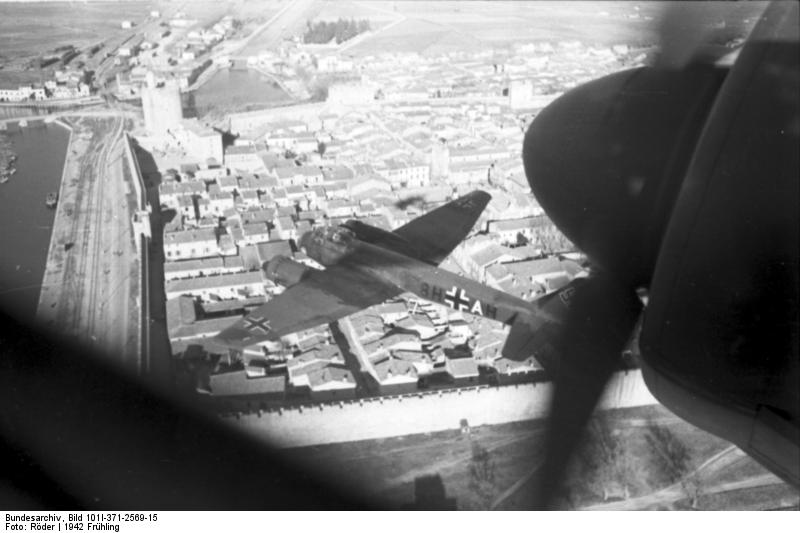
Zwei Ju 88 der Aufklärungsgruppe 33, am 21. März 1942 über Aigues-Mortes an der französischen Mittelmeerküste

### Nordsee/Atlantik
Am Beginn des Zweiten Weltkrieges standen nur wenige Ju 88 A-1 zur Verfügung, die bei der I./KG 30 (I. Gruppe des Kampfgeschwaders 30) eingesetzt wurden. Bereits am 26. September 1939 griff ein kleiner Verband von neun He 111 der I./KG 26 und vier Ju 88 A-1 der I./KG 30 einen von drei erkannten britischen Flottenverbänden in der Nordsee an. Die He 111 meldeten zwei Treffer auf einem Schlachtschiff, der Flugzeugführer einer der Ju 88 A-1, Carl Francke, glaubte, mit einer seiner SC-500-Bomben einen Treffer auf einem Flugzeugträger erzielt zu haben. Als Aufklärer kurz darauf keinen Flugzeugträger mehr bei den Schiffen entdecken konnten, folgerte das Oberkommando, der Träger, die Ark Royal, müsse gesunken sein: ein Erfolg, der in der Propaganda gefeiert wurde. Tatsächlich wurde nur die Hood von einem Blindgänger getroffen, die Ark Royal erhielt nur einen Nahtreffer und wurde nicht beschädigt.
Beim Unternehmen Weserübung im April 1940 wurden Ju 88 A des KG 30 gegen britische Schiffe vor Norwegen eingesetzt. Am 9. April 1940 wurde dabei zusammen mit Heinkel He 111 der Zerstörer Gurkha versenkt sowie mehrere Kreuzer und das Schlachtschiff Rodney leicht beschädigt. Am 17. April wurde der Schwere Kreuzer Suffolk schwer beschädigt.
Ab 1940 flogen Ju 88 A und C-2 von Stavanger in Norwegen aus Einsätze zur Küstensicherung.
Ab März 1942 flogen Ju 88 A des KG 30 von Banak im Norden Norwegens aus Einsätze über dem Eismeer gegen die Nordmeergeleitzüge der Alliierten. Am 27. Mai 1942 griffen elf Ju-88-A-Sturzkampfbomber und sieben torpedotragende He 111 den Geleitzug PQ 16 an und versenkten fünf Frachter, vier weitere und ein Zerstörer wurden beschädigt. Der größte Erfolg gelang gegen PQ 17: wegen der irrtümlichen Warnung, ein deutscher Flottenverband unter Führung der Tirpitz sei ausgelaufen, um den Geleitzug abzufangen, hatte er sich in Einzelfahrer aufgelöst (siehe Unternehmen Rösselsprung). 24 der 33 Schiffe wurden von Flugzeugen und U-Booten versenkt, ein Verlust von 142.000 BRT. Der nächste Konvoi, PQ 18, wurde neben der üblichen Eskorte von Zerstören vom Flugzeugträger Avenger gesichert. Am 13. September 1942 griffen KG 30 und KG 26 mit He 111 und Ju 88 A an. Sieben Frachter wurden im Zusammenwirken der Torpedo- und Sturzkampfbomber versenkt, aber die Verluste unter den Torpedobombern waren hoch. PQ 18 war der letzte Konvoi nach Murmansk, der massiv von der Luftwaffe angegriffen wurde, die Einheiten wurden an andere Kriegsschauplätze verlegt.
Das KG 40 erhielt im Juni 1942 zunächst sechs, bis Juli insgesamt fünfzehn Ju 88 C zur Fernjagd gegen U-Boot-Jagdflugzeuge des britischen Coastal Command, die zur Bedrohung für die U-Boote in der Biskaya geworden waren. Im September 1942 waren drei Staffeln mit je zwölf Ju 88 C einsatzbereit. Diese Maschinen operierten von Bordeaux und Lorient aus an den Grenzen ihrer Reichweite über der hohen See. Ab 1943 trafen sie auf immer stärkere Gegner: U-Boot-Jagdflugzeuge des Typs B-24, zweimotorige Langstreckenjäger des Typs Bristol Beaufighter, ab Juni 1943 auch vom schnelleren Typ Mosquito, und einmotorige Jäger, die von Katapultschiffen oder Hilfsflugzeugträgern starteten. Für die Bekämpfung der B-24 war die aus einem MG FF mit zwei 60-Schuss-Trommelmagazinen bestehende Hauptbewaffnung der Ju 88 C kaum geeignet: Feuerdichte und Ballistik waren nicht ausreichend. Da inzwischen ein großer Teil der Ju 88 C an die Nachtjagdverbände ging, fand keine Verbesserung der Ausstattung der Zerstörerstaffeln an der Atlantikküste statt. Um wenigstens eine numerische Überlegenheit sicherzustellen, flogen die Ju 88 jetzt in Verbänden von vier oder acht Maschinen, was zu einer deutlichen Verminderung der Zahl der Einsätze führen musste. 1944 war die Stärke des britischen Coastal Command weiter gestiegen, so dass die wenigen Ju 88 C nur noch seltene Einsätze in Verbänden von acht oder sechzehn Maschinen flogen.

### Im Westen

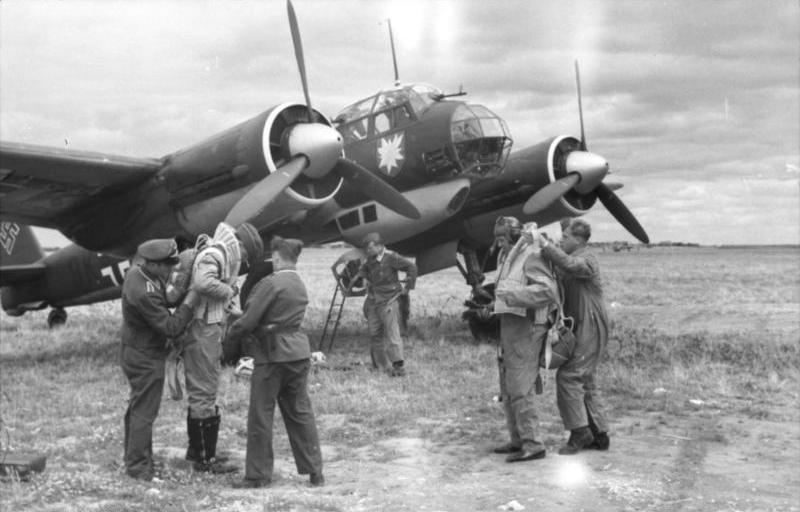
Ju 88 A-1 der I./KG 51 („Edelweiß-Geschwader“) auf den von der Wehrmacht besetzten Kanalinseln, 1940

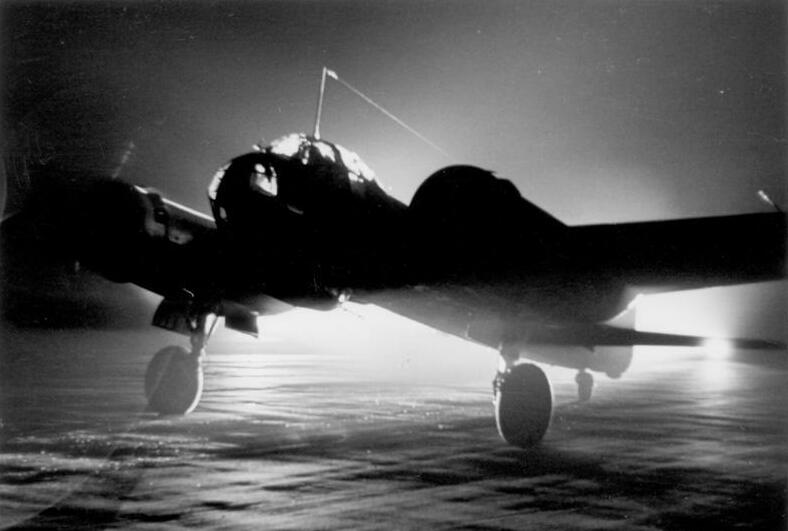
Ju 88 bei Nacht, Frankreich 1941

Der erste größere Einsatz von mit Ju 88 ausgerüsteten Gruppen fand von besetzten niederländischen Flugplätzen aus nach Dünkirchen statt, um die Operation Dynamo, die Rückführung des britischen Expeditionskorps, zu behindern. Einzelne Ju 88 verminten Fahrrinnen britischer Schiffe im Ärmelkanal.
Im August und September 1940 flogen Ju 88 A, zusammen mit Do 17 und He 111, mit insgesamt etwa 200 Maschinen je Einsatz Tagesangriffe gegen Ziele in England. Trotz Jagdschutzes durch Bf 110 und Bf 109 waren die Verluste hoch. Um der britischen Jagdabwehr zu entgehen, wurden ab Oktober 1940 hauptsächlich Nachtangriffe auf englische Städte geflogen, die im April 1941 wieder eingestellt wurden.
Schnelle einmotorige Jagdbomber vom Typ Fw 190 und Bf 109 übernahmen ab Ende 1941 von Flugplätzen in Frankreich aus die Tagangriffe auf Schiffe im Ärmelkanal. Diese Einheiten wurden Ende 1942 und Mitte 1943 zur Bekämpfung der alliierten Landungsoperationen in den Mittelmeerraum verlegt.
Während die Royal Air Force in der Nacht vom 30. auf den 31. Mai 1942 auf Köln den „1000-Bomber-Angriff“ (Operation Millennium) flog, konnte die an mehreren Fronten gleichzeitig kämpfende Luftwaffe nur im April/Mai 1942 nachts Angriffe gegen Städte in Südengland fliegen. Bei diesen sogenannten „Baedeker-Angriffen“ setzte sie nicht mehr als 25 bis 90 Bomber ein. Im Jahr 1942 fielen 3600 Tonnen Bomben auf Ziele in Großbritannien, auf Ziele in Deutschland 53.000 Tonnen.
Das Angriffspotential der Luftwaffe nahm weiter ab. Im Januar 1944 wurden zum ersten Mal seit den Angriffen im Mai 1942 über 500 Bomber für Nachtangriffe auf englische Ziele zusammengezogen, von denen allerdings mehr als 100 zur Bekämpfung der alliierten Landung in Süditalien abgezogen wurden und so nicht mehr zur Verfügung standen. Vom 21. Januar bis Ende Mai 1944 kamen unter dem Operationsnamen „Unternehmen Steinbock“ Junkers Ju 88 in den Kampfgeschwadern 6, 30, 54 und 76 gegen London zum Einsatz. Ju 88 S warfen dabei Leuchtbomben zur Markierung der Ziele. Die Westalliierten hatten ihre Offensivkraft weiter gesteigert: Die RAF warf 1944 etwa 525.000 Tonnen Bomben über deutschen Städten ab, die USAAF sogar 600.000 Tonnen.

### Mittelmeer

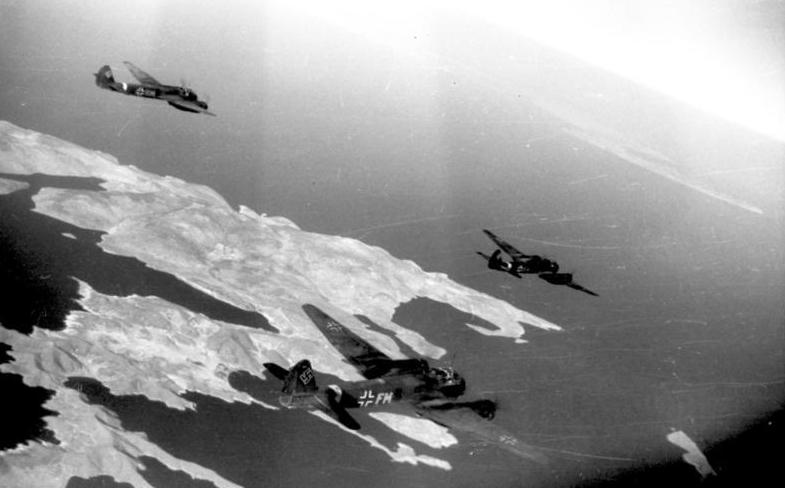
Mehrere Ju 88 im Einsatz über Astypalea

Im November 1940 verlegte das X. Fliegerkorps nach Sizilien, um den britischen Stützpunkt Malta zu neutralisieren. Am 12. Januar 1941 standen etwa 60 Ju 88 A-4 sowie einige Aufklärer Ju 88 D bereit. Neben Malta selbst attackierten die Maschinen Konvois mit Nachschub für die Insel, aber auch britische Stützpunkte und Häfen in Nordafrika sowie Schiffe im Mittelmeer.
Nach den Überfällen auf Jugoslawien und Griechenland am 6. April 1941 flogen Ju 88 des KG 30 Angriffe auf Zagreb und Piräus sowie gegen alliierte Schiffe bei Kreta. Sie versenkten und beschädigten viele Schiffe, wobei etwa 55 Ju 88 bis zur Besetzung Kretas verloren gingen.
Von Ende 1941 bis Anfang Mai 1942 flogen von Bf 109 F eskortierte Ju 87 und Ju 88 wieder Angriffe auf Malta. Der Stützpunkt wurde schwer getroffen, viele der verteidigenden Jagdflugzeuge vom Typ Hawker Hurricane wurden zerstört. Am 17. März 1942 brachte der Träger Eagle die ersten fünfzehn Spitfire zur Verteidigung der Insel, am 20. April starteten weitere 45 Spitfire vom Flugzeugträger Wasp nach Malta. Einige der neuen Maschinen wurden gleich nach ihrer Landung im Bombenhagel zerstört, aber die übrigen stellten eine Verstärkung der Verteidiger dar. Nach dem 10. Mai 1942 wurde die Bombardierung Maltas eingestellt, man wollte die Insel nun von ihrer Versorgung abschneiden.
Am 11. Mai 1942 griffen zwei Wellen der I./LG 1 mit Ju 88 einen Zerstörerverband der Royal Navy an, der einen italienischen Geleitzug nach Nordafrika abfangen sollte: Die Lively, die Kipling und die Jackal sanken, allein die Jervis entkam mit 630 Überlebenden der anderen Schiffe an Bord.
Nun flogen Ju 88 bei Nacht Angriffe auf britische Stützpunkte in Nordafrika – oft angegriffen von mit Radar ausgerüsteten RAF-Nachtjägern vom Typ Bristol Beaufighter – und bei Tag Nahunterstützung für das deutsche Afrikakorps. Die Angriffe auf den Nachschub für Malta gingen weiter, die Konvois „Harpoon“ und „Vigorous“ wurden fast vollständig vernichtet. Anfang August 1942 unternahm unter dem Decknamen Operation Pedestal ein Konvoi von dreizehn Frachtern, dem Tanker Ohio und starken Sicherungskräften den Durchbruch zur belagerten Insel: neun Frachter, ein Zerstörer, zwei Kreuzer und der Träger Eagle sanken nach Angriffen von allen verfügbaren Ju 88 und He 111, deutschen und italienischen U-Booten, einem Verband italienischer Kreuzer und Maschinen der Regia Aeronautica. Die Ohio erreichte Malta und konnte die Verteidiger mit dringend benötigtem Treibstoff versorgen.
Nach der Niederlage des Deutschen Afrikakorps (DAK) bei el-Alamein flogen die Ju 88 Angriffe gegen die britische 8. Armee. Obwohl mit der Landung der anglo-amerikanischen Truppen am 8. November 1942 in Tunesien Nordafrika nicht mehr zu halten war, schickte das Oberkommando weitere Truppentransporte über das Mittelmeer. Die Ju 88 wurden verstärkt zur Verteidigung der Geleitzüge gegen feindliche Schiffe eingesetzt, erlitten aber bei Angriffen schwere Verluste durch Jäger. Nachdem die Kämpfe in Nordafrika nach der Kapitulation des DAK eingestellt worden waren, wurden viele Einheiten der Luftwaffe an die Ostfront verlegt, andere nach Sizilien und Süditalien, um die nun erwartete Landung der Alliierten zu bekämpfen.

### Im Osten

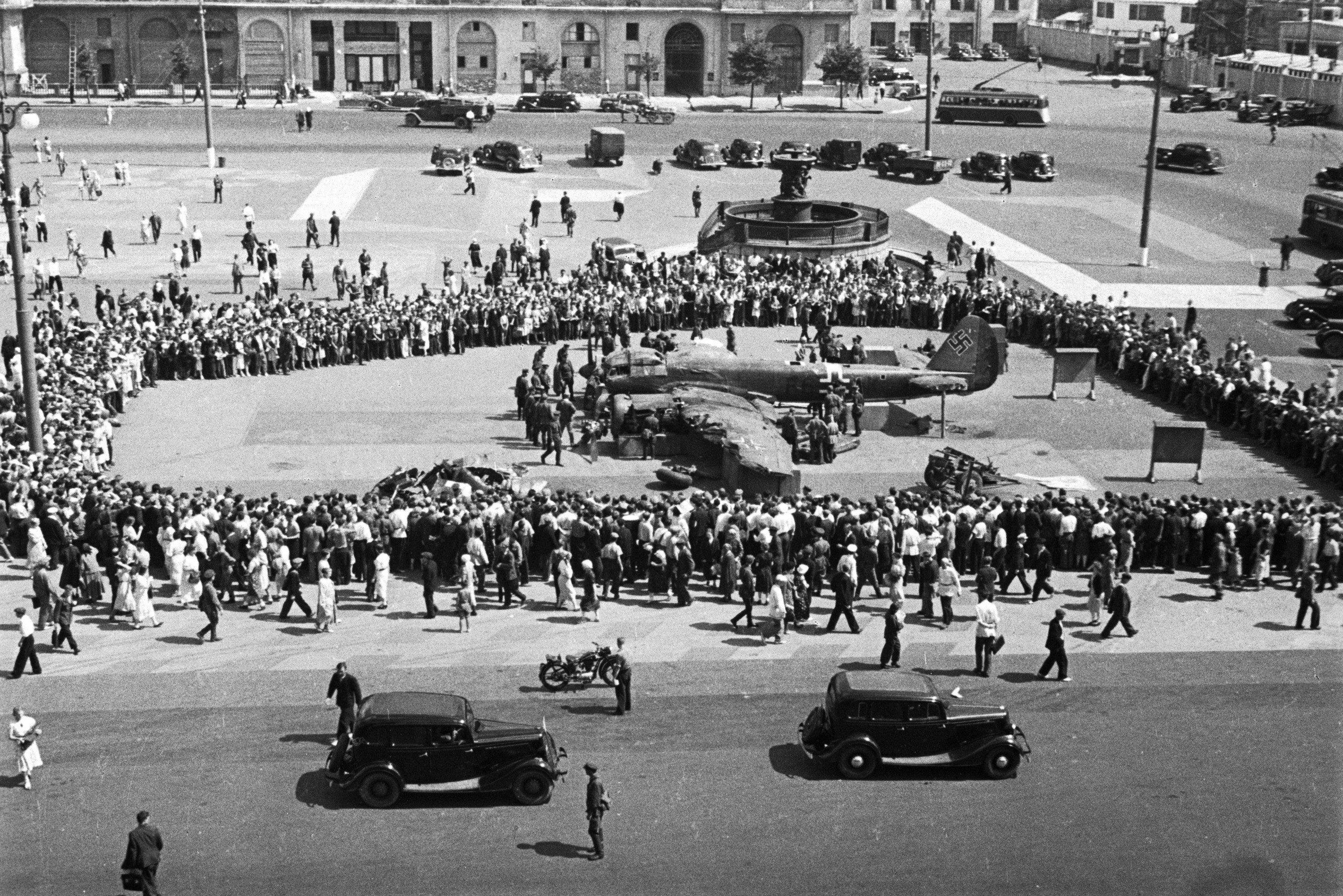
Ausstellung einer abgeschossenen Ju 88 der 2./Aufkl.Gr.(F)122 (2. Staffel Fernaufklärergruppe 122) mit dem Verbandskennzeichen F6+AK auf dem Swerdlow-Platz in Moskau am 25. Juli 1941

Beim Überfall auf Polen wurden keine Ju 88 eingesetzt. Die einzige mit Ju 88 ausgestattete Einheit war das in Rechlin im April 1939 gegründete Erprobungskommando 88. Das Ekdo 88 wurde im August 1939 – vor dem Beginn der Kampfhandlungen – in I./KG 25 umbenannt und nach Jever verlegt. Nach dem Ende des Feldzuges wurde am 22. Oktober 1939 aus der 1./KG 25 der Stab der I./KG 30 in Greifswald.
Vor dem Unternehmen Barbarossa, dem Angriff auf die Sowjetunion, wurden große Teile der Luftwaffe aus dem Westen abgezogen und in den Osten verlegt. Vom 22. Juni 1941 an flogen Ju-88-Verbände Angriffe auf Häfen, Flugplätze und Rüstungsbetriebe. Die erste Bombardierung Moskaus erfolgte in der Nacht vom 21. auf den 22. Juli 1941. Im April 1942 folgten massive Angriffe auf Leningrad, im Mai auf Sewastopol. Stalingrad wurde fast vollständig zerstört. Neben diesen Großangriffen wurden die Ju 88 oft in kleineren Gruppen zur Nahunterstützung der Bodentruppen verwendet.
Einzelne Maschinen flogen Einsätze, um Nachschubwege und Eisenbahnlinien zu unterbrechen. Da die Entfernungen groß waren, blieben Begegnungen mit gegnerischen Jagdflugzeugen zunächst seltener als im Westen.

### Nachtjagd

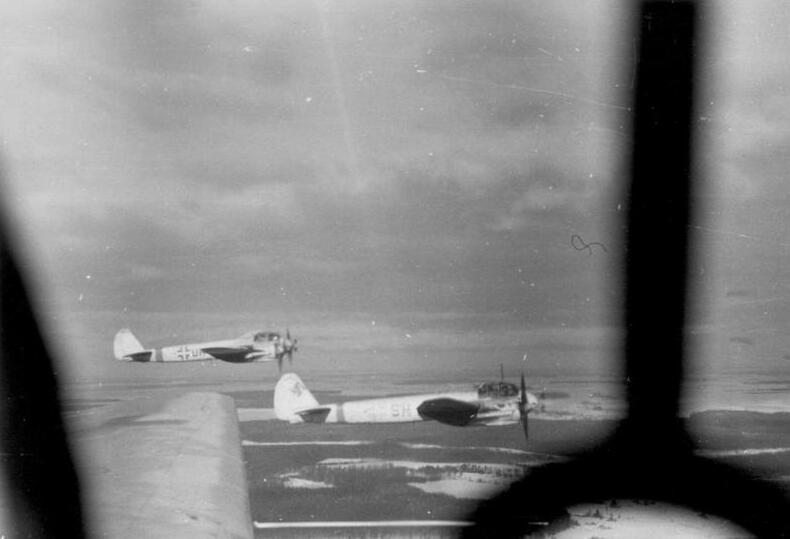
Nachtjäger Ju 88 C mit Radarantennen in der Sowjetunion (wahrscheinlich vom NJG 100)

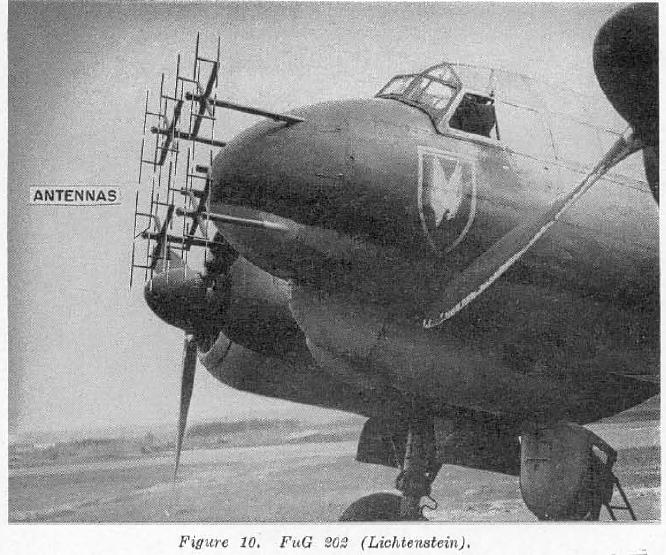
Ju 88 mit Radarantenne des FuG 202 „Lichtenstein“

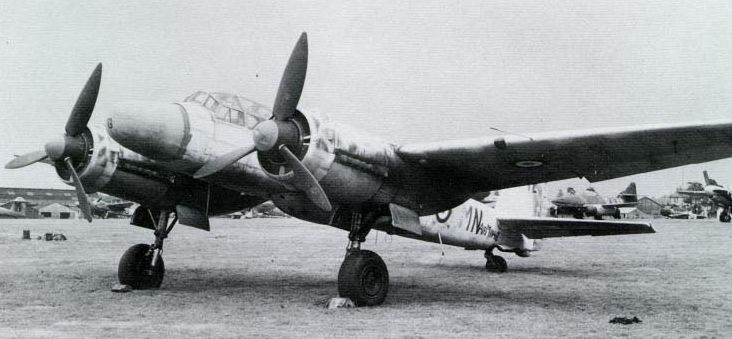
Letzte Variante des Ju-88-Nachtjägers mit vollverkleidetem Radar FuG 240 „Berlin“

Die ersten britischen Bombenangriffe bei Nacht auf Ziele in Deutschland zwangen die Luftwaffe dazu, Nachtjagdverbände aufzustellen. Im November 1940 begann die I./NJG 2 damit, Fernnachtjagd über Ostengland zu fliegen, um die Operationen der RAF-Nachtbomber zu stören. Für diese Einsätze standen schwarzlackierte Ju 88 C-2 und C-4 zur Verfügung, die noch keine Radaranlagen besaßen. Im Oktober 1941 wurde die Fernnachtjagd über Nordengland beendet, die I./NJG 2 verlegte an das Mittelmeer. Ab Oktober 1941 flogen Ju 88-C-2- und C-4-Nachtjäger der I./NJG 2 Begleitschutz für Mittelmeergeleitzüge und Transportflugzeuge von Flugplätzen in Sizilien aus.
Die ab 1942 zunehmenden nächtlichen Bombenangriffe der RAF erforderten eine verbesserte Nachtjagd. Ju 88 C-6 wurden als Nachtjäger eingesetzt und mit der jetzt in Form des Funkmessgerätes FuG 212 Lichtenstein C zur Verfügung stehenden Radartechnologie ausgerüstet.
Auch die im Mittelmeerraum operierenden Maschinen wurden zurückbeordert und der Reichsverteidigung unterstellt.
Verglichen mit dem zweiten weitverbreiteten zweimotorigen Nachtjäger, der BF 110, hatte die Ju 88 bei gleicher Geschwindigkeit und schlechterer Wendigkeit den Vorteil der größeren Reichweite und Flugdauer. Daher war sie für die Verfolgungsnachtjagd gut geeignet: vom Bodenradar wurde sie in den Bomberstrom geleitet und suchte dann mit Hilfe des Bordradars ihre Ziele.
Am 9. Mai 1943 startete die Ju 88 R-1 D5+EV, WNr 360043 im norwegischen Kristiansand und landete unter ungeklärten Umständen auf dem RAF-Stützpunkt Dyce (heute Flughafen Aberdeen International). Diese Maschine der IV./NJG 3 war mit dem Funkmessgerät FuG 202 Lichtenstein B/C ausgestattet. Dessen Untersuchung ermöglichte es Technikern der RAF, wirksame Störmaßnahmen gegen das deutsche Radar zu entwickeln.

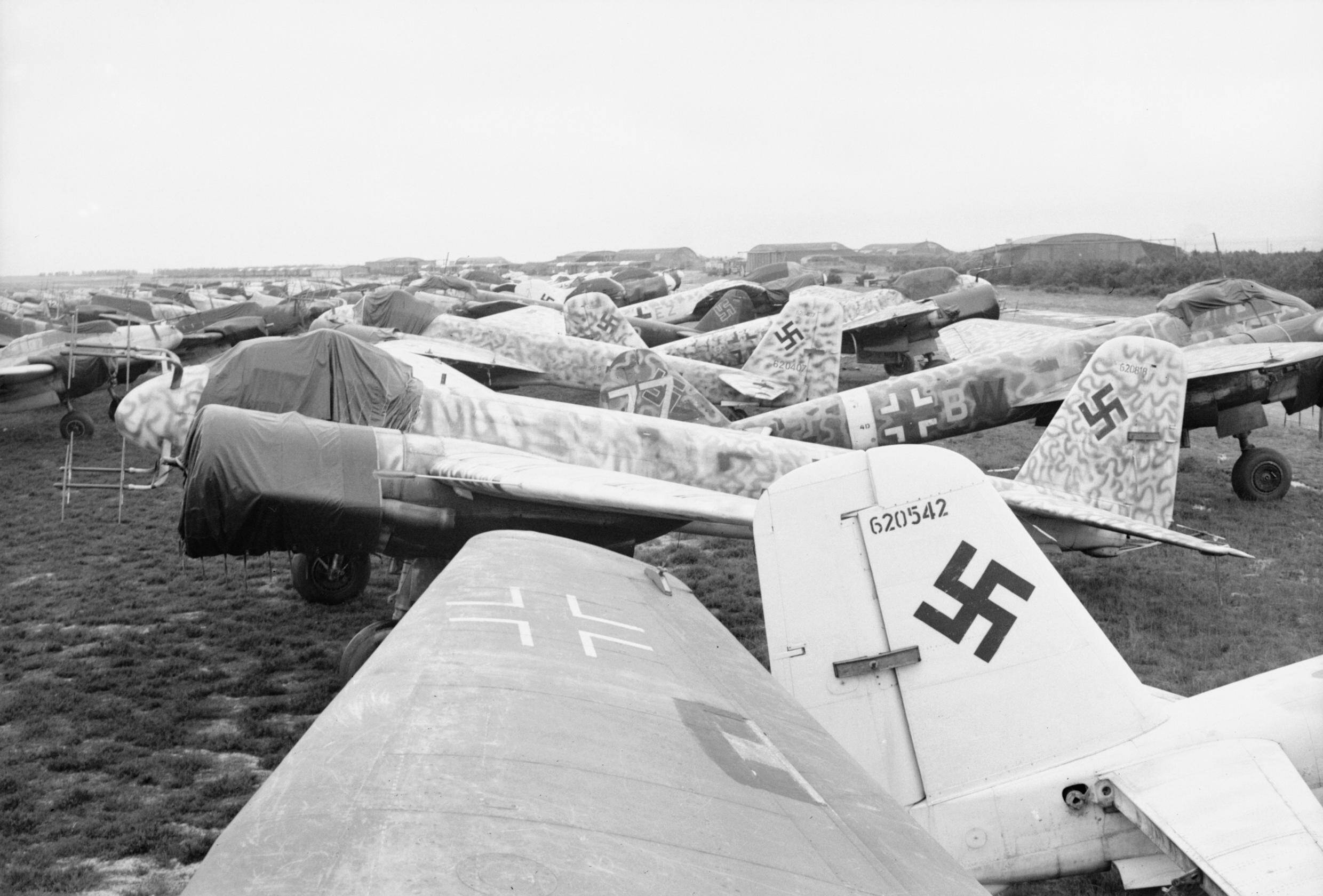
Ju-88-Nachtjäger erwarten ihre Verschrottung nach dem Kriegsende

Umgekehrt wurde aus einem am 3. Februar 1943 bei Rotterdam abgestürzten britischen Bomber das Versuchsmodell eines H2S-Radars geborgen. Nach der Untersuchung des „Rotterdam-Geräts“ entwickelten deutsche Techniker das passive FuG 350 „Naxos“, das auf die Wellen des H2S ansprach und die Nachtjäger direkt zu den damit ausgestatteten Bombern führte. Ebenso wurde das FuG 227 „Flensburg“ konstruiert, welches das britische „Monica“-Heckwarnradar anpeilte. Die Verluste der RAF stiegen an. Als am 13. Juli 1944 irrtümlich die Ju 88 G-1 4R+UR der 7./NJG 2 – ausgerüstet mit den Nachtjagdgeräten FuG 350 Z, FuG 227 und dem bisher nicht gestörten FuG 220 Lichtenstein SN 2 – auf dem britischen Stützpunkt Woodbridge landete, erkannte die RAF, wie die Nachtjäger die Bomber orteten, und traf Gegenmaßnahmen.
Die neueste Generation der viermotorigen britischen Nachtbomber war schneller geworden, der Geschwindigkeitsvorteil der Ju 88 C-6 war Ende 1943 nur noch gering. Eine Zwischenlösung war die schnellere Ju 88 R-2, eine wirkliche Antwort war dann Mitte 1944 die Ju 88 G-6 mit dem neuen Bordradar FuG 220 SN 2, das allerdings ab Ende 1944 von den Briten gestört wurde.
Inzwischen waren die Nachtjäger zu Gejagten geworden: Mit modernsten Zentimeterwellen-Radaranlagen bestückte Fernnachtjäger der RAF vom Typ de Havilland DH.98 Mosquito waren in den Bomberströmen auf der Jagd oder lauerten nahe den erkannten Fliegerhorsten auf landende Maschinen.
1943 wurden die Nachtjäger Ju 88 und Bf 110 auch bei Tag für die Reichsverteidigung eingesetzt. Ihre Aufgabe war unter anderem die Sicherung der Grenzen außerhalb der Haupteinflugrouten der alliierten Bomberströme, um versprengte Einzelmaschinen auf dem Rückflug abzufangen. Da die Luftwaffe die Bombardierung der deutschen Städte unter allen Umständen zu verhindern suchte, wurden die Nachtjäger aber auch gegen Bomberformationen eingesetzt. Bei diesen für sie ungewohnten Einsätzen erlitten sie schwere Verluste und viele der auf die Nachtjagd spezialisierten Besatzungen wurden abgeschossen. Mit dem Erscheinen der USAAF-Begleitjäger wurden die Verluste zu hoch, und die Operationen wurden eingestellt.
Unter dem Decknamen „Unternehmen Gisela“ starteten Teile der NJG 2, NJG 3, NJG 4 und NJG 5 in der Nacht vom 3. zum 4. März 1945 zu einer letzten Fernnachtjagd. 99 bis 142 Ju 88 G verfolgten einen Verband von etwa 200 RAF-Bombern bis zu deren Basen in England. Obwohl beim Einsatz selbst Funkstille befohlen war, waren der RAF durch entschlüsselte Meldungen die Vorbereitungen der Operation bekannt. Als die Bomber landeten, warfen die Ju 88 Düppel ab, um das britische Radar zu stören, und schossen etwa 22 der Bomber ab. Die Verluste der Nachtjäger waren untragbar: Einige Ju 88 hatten Bodenberührung bei den Angriffen in niedriger Höhe und zerschellten, mindestens drei wurden von britischen Nachtjägern abgeschossen, andere gingen durch technischen Defekt oder wegen Treibstoffmangel auf dem Rückflug verloren: 21 der gestarteten Ju 88 kehrten nicht zurück.
In den letzten Monaten des Krieges war die Nachtjagd kaum noch zu sinnvollen Operationen fähig: Die Vorwarnzeit durch Bodenradar war nach dem Verlust Frankreichs zu kurz geworden, um die Nachtjäger rechtzeitig in Abfangposition zu dirigieren, die RAF hatte ihre Radarstörmethoden perfektioniert, und der Mangel an Flugbenzin machte es unmöglich, mehr als einen kleinen Teil der verfügbaren Maschinen einzusetzen. Im verzweifelten Versuch, die vorrückende Rote Armee zu behindern, flogen die Nachtjäger des Typs Ju 88 G daher ihre letzten Einsätze als Nachtschlachtflugzeuge gegen Bodenziele im Osten.

### Misteleinsätze
Bereits im Jahr 1937 gab es Huckepack-Konstruktionen, zum Beispiel das britische Short-Mayo-Flugboot mit aufgesetztem Schwimmerflugboot.
Basierend auf einem Versuch der Deutschen Forschungsanstalt für Segelflug (DFS) aus dem Jahr 1942, einer Kombination einer Bf 109 E und eines DFS-230-Lastenseglers, entwickelte Dr.-Ing. Fritz Haber ein Gespann aus einer Ju 88 A und einer Bf 109 F. Bei dieser, auch „Vater und Sohn“ oder „Beethoven-Gerät“ genannten Kombination, bei der die kleinere Maschine mit einer verstrebten Halterung auf den Rücken der größeren gesetzt wurde, diente die Bf 109 als Leitflugzeug, die Ju 88 als unbemannter Sprengstoffträger. Der Pilot des Jagdflugzeuges sollte das Gespann starten, ins Zielgebiet fliegen, auf das Ziel steuern, den Autopiloten der Ju 88 einschalten, sich von der Ju 88 lösen und zur Basis zurückkehren. Die Ju 88 sollte als fliegende Bombe mit einem 3600 kg schweren Gefechtskopf mit mehr als 1000 kg Sprengstoff anstelle der Kanzel ihren Kurs halten und auf das Erd- oder Seeziel stürzen.
Den ersten Feindeinsatz führte das Kampfgeschwader 101 von Saint-Dizier aus am 14. Juni 1944 mit einem Angriff auf die Invasionsflotte durch. Dabei fiel als erstes Opfer der Mistelkombination (Bf 109F/Ju 88) Oberleutnant Albert Rheker. Er wurde von der Mannschaft eines Flugzeugs der RCAF – Mosquito MK XIII-0 – abgeschossen und schlug um 23:40 Uhr südöstlich von Caen hinter den deutschen Linien auf; weitere Angriffe mit mehr oder weniger Erfolg folgten.
Nach der Auflösung der operativen Kampfgeschwader standen bald genügend Ju-88-Zellen zur Verfügung. Allerdings entstanden auch aus fabrikneuen Ju-88-G-Nachtjägern und Fw 190 A Mistelgespanne. Ende 1944 wurden 60 Misteln im Norden Dänemarks zusammengezogen, um einen Schlag gegen die britische Home Fleet in Scapa Flow durchzuführen – aus Wettergründen fand der Einsatz nicht statt. Auch der geplante Einsatz von 100 Misteln gegen die sowjetische Rüstungsindustrie im März 1945, das sogenannte Unternehmen Eisenhammer, fand nicht statt: als die Vorbereitungen dafür abgeschlossen waren, waren die vorgesehenen Absprungplätze in der Hand der Roten Armee, die Ziele waren damit außer Reichweite. Die 100 verfügbaren Mistelgespanne wurden nun in kleinen Gruppen zur Zerstörung von Brücken eingesetzt, um den Vormarsch der Alliierten aufzuhalten. Die Einsätze waren aufwendig und wetterabhängig, und, wegen der schon lange verlorenen Luftüberlegenheit, verlustreich und oft erfolglos. Wegen ihres hohen Startgewichtes von mehr als 16.000 kg brauchten die Gespanne Betonstartbahnen und konnten nicht von improvisierten Plätzen aus operieren. Viele der wegen ihrer Größe schlecht zu tarnenden „Beethoven-Geräte“ wurden von Jagdbombern der Alliierten am Boden zerstört.

## Schwierigkeiten
Trotz der kräftigen, für die Beförderung großer Bomben- und Außenlasten ausgelegten Motoren waren beim Ausfall eines Triebwerks die Flugeigenschaften problematisch: ein Weiterflug mit einem Motor war nur bei einem Gewicht von weniger als 10.500 kg möglich. Um diesen Wert zu erreichen, mussten ggf. die Rumpftanks über die Schnellablassventile entleert und die Bomben im Notwurf ausgeklinkt werden. Um den Luftwiderstand zu verringern, konnten die Bombenschlösser unter den Tragflächen abgesprengt werden. Teile der Panzerung und die Abwehrbewaffnung mussten ebenfalls abgeworfen werden. Wenn der Verstellpropeller des defekten Motors in Segelstellung gebracht und die Kühlerklappen geschlossen werden konnten, blieb die Ju 88 mit einem Motor flugfähig und erreichte so noch 240 km/h – ausreichend, um die Flughöhe zu halten. Dennoch war in diesem Fall das Einkurven über den stehenden Motor sehr schwierig: die Dienstanweisung erlaubte zur Landung nur Kurven über den laufenden Motor.

## Export
Ab 1943 wurden größere Stückzahlen der Ju 88 exportiert.
Finnland: 24 Ju 88 A-4 wurden im März 1943 bestellt und geliefert.
Italien: Italien erhielt im II. Quartal 1943 26 gebrauchte Ju 88 aus Beständen des Oberbefehlshabers Süd sowie bis Anfang September 1943 19 neue A-4 und zwei Schulflugzeuge A-7. Bestellt waren 24 A-4; sie wurden wegen des Waffenstillstands von Cassibile nicht komplett ausgeliefert.

## Versionsübersicht

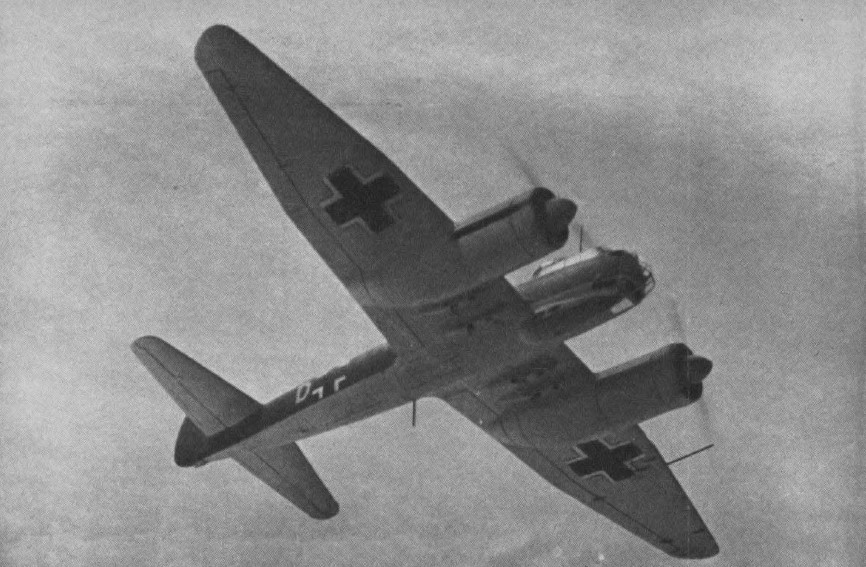
Junkers Ju 88 A

Von der Ju-88 wurden über 50 Versionen gebaut.

### Ju 88 A

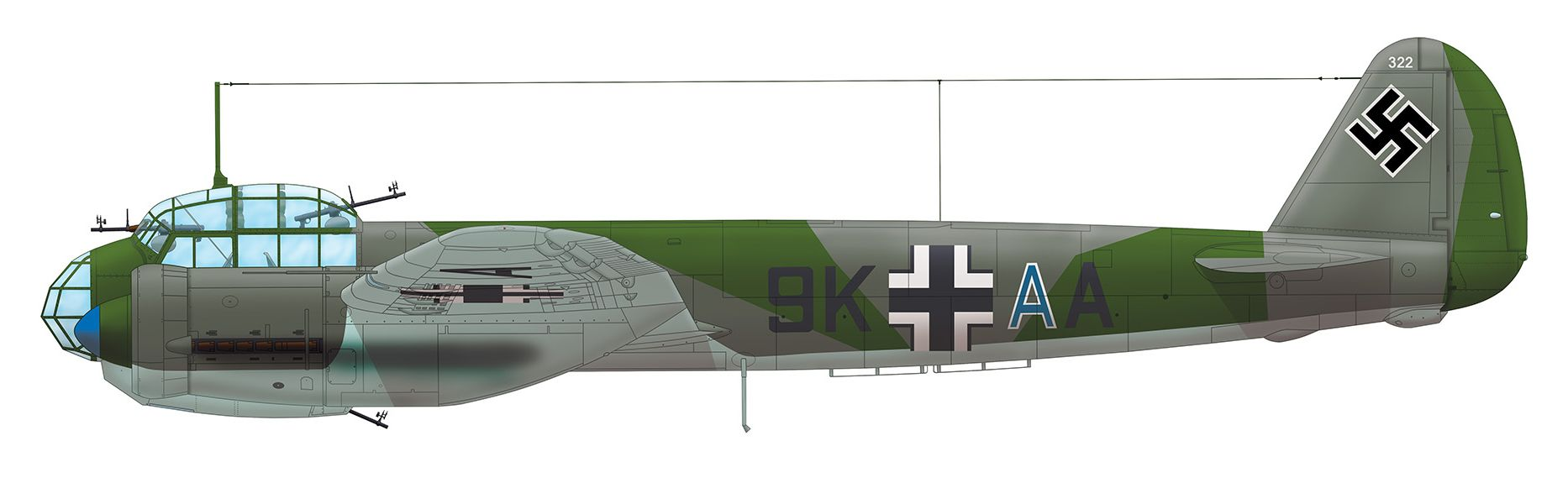
Junkers Ju 88A-1, Stab/KG 51, Juni 1940

Horizontal- und Sturzbomber mit Jumo-211-Triebwerken
- Ju 88 A-0: Vorserienmaschine mit Jumo 211 A oder B
- Ju 88 A-1: Horizontal- und Sturzkampfbomber mit Jumo 211 B oder G und 18,25 m Spannweite
- Ju 88 A-2: Abwandlung der Ju 88 A-1 mit Spezialausrüstung für Katapultstart.
- Ju 88 A-3: aus der A-1 umgebautes unbewaffnetes Schulflugzeug mit Doppelsteuerung

Junkers Ju 88 A-4

- Ju 88 A-4: Weiterentwicklung der Ju 88 A-1 mit anfangs auf 19,95 m, dann auf 20,08 m vergrößerter Spannweite, verstärkter Abwehrbewaffnung sowie stärkeren Jumo-211-F- oder J-Triebwerken und Junkers-VS-11-Luftschrauben.
- Ju 88 A-4 trop: A-4 mit Tropenausrüstung, später in A-11 umbenannt
- Ju 88 A-5: Zelle und Flugwerk der A-4 mit Jumo-211-B/G-Triebwerken der A-1; Bau vor der A-4, da die stärkeren Jumo 211 F/J noch nicht verfügbar waren
- Ju 88 A-6: Ju 88 A-5 mit Profilrohrkonstruktion vor Tragflächen und Nase als Sperrballonabweiser, daher 30 km/h langsamer
- Ju 88 A-6U: See-Fernerkunder mit FuG-200-Hohentwiel-Schiffssuchgerät (Radar), Umbau der noch vorhandenen ineffektiven A-6
- Ju 88 A-7: aus A-5 umgebautes unbewaffnetes Schulflugzeug mit Doppelsteuerung
- Ju 88 A-8: wie A-5 aber mit verstärkten Profilen an Tragflächenvorderkanten und Nase als Sperrballonabweiser
- Ju 88 A-9: wie A-1, aber mit Tropenausrüstung
- Ju 88 A-10: wie A-5, aber mit Tropenausrüstung
- Ju 88 A-11: wie A-4, aber mit Tropenausrüstung
- Ju 88 A-12: Übungsflugzeug mit Doppelsteuer, Serienumbau aus der A-5, wobei die Kabine verbreitert wurde, keine Bodenwanne
- Ju 88 A-13: Schlachtflugzeug aus A-4 abgeleitet, ohne Sturzflugbremsen mit verstärkter Panzerung und Splitterbomben-Anlage
- Ju 88 A-14: wie A-4 aber mit verstärkten Profilen an Tragflächenvorderkante und Nase als Sperrballonabweiser, auch A-4 cuto genannt
- Ju 88 A-15: Bomber mit Holz-Bombenwanne ohne Bodenwanne, 3.000 kg Bomben
- Ju 88 A-16: aus der A-4 umgebautes Schulflugzeug
- Ju 88 A-17: aus A-4 abgeleiteter Torpedobomber ohne Bodenwanne und Sturzflugbremsen

### Ju 88 B
Weiterentwicklung der Ju 88 A mit neuartiger vollverglaster Kanzel und BMW-801-Triebwerken, Prototyp der Ju 188
- Ju 88 V 27

D-AWLN, Musterflugzeug für B-Serie.
- Ju 88 B-0: Versuchsbomber, nur zehn Maschinen gebaut
- Ju 88 B-1: nur Attrappenbau
- Ju 88 V 25: Musterflugzeug für B-3 (Zerstörer), nur eine Maschine gebaut.
- Ju 88 B-3: Zerstörerversion mit zwei BMW-801-Motoren. In der Vollsichtkanzel waren drei MG 17 und ein MG 151 starr eingebaut. Der B-Stand war mit einem beweglichen MG 81 Z ausgestattet (Z = zweiläufig), ebenso der C-Stand. Für Aufklärungszwecke konnten Reihenbildgeräte vom Typ Rb 50/30 oder 20/30 mitgeführt werden.

### Ju 88 C
aus der Ju 88 A entwickelter schwerer Jäger/Zerstörer und Nachtjäger ohne Sturzflugbremsen
- Ju 88 C-1: Zerstörerflugzeug, aus der Ju 88 A-1 entwickelt. Starre Bewaffnung im Glasbug: ein 15-mm-MG 151 und drei 7,92-mm-MG 17. 20 Maschinen aus A-1 umgebaut.
- Ju 88 C-2: Zerstörer und Nachtjäger/Fernnachtjäger ohne Radaranlage, nur Umbauten aus A-5. Starre Bewaffnung im Metallbug: Ein MG FF/M und drei MG 17. Defensivbewaffnung wie A-5. Als Nachtjäger zusätzlich zwei MG FF/M in der Bodenwanne, dann kein MG 15 im C-Stand.
- Ju 88 C-3: wie C-2, aber BMW 801, keine Serienproduktion
- Ju 88 C-4: ähnlich C-2 aber sowohl Neubau als auch Umbau aus A-5
- Ju 88 C-5: schneller Zerstörer mit starken BMW-801-Triebwerken, ohne strömungsungünstige Bodenwanne, aber mit kleiner Waffenwanne mit zwei MG 17 unter dem vorderen Lastenraum. 570 km/h in 5000 m. Nur etwa zehn Maschinen wurden umgebaut, da die BMW-Triebwerke für andere Typen wie die Fw 190 A benötigt wurden.
- Ju 88 C-6: Zerstörer und Nachtjäger auf Basis A-4. Offensivbewaffnung wie C-2, Defensivbewaffnung wie A-4. Beim Nachteinsatz wie C-4 zwei zusätzliche MG FF/M in der Bodenwanne und kein MG 81Z im C-Stand, später oft zwei 20-mm-MG 151/20 als Schräge Musik. Als Nachtjäger mit FuG-202-, FuG-212- oder FuG-220-Radarsystem.
- Ju 88 C-7: Projekt, der ungeraden Modellnummer nach mit BMW-Motoren, möglicherweise als Ju 88R gebaut. Wird in der Literatur häufig genannt mit stark abweichenden Spezifikationen.

### Ju 88 D

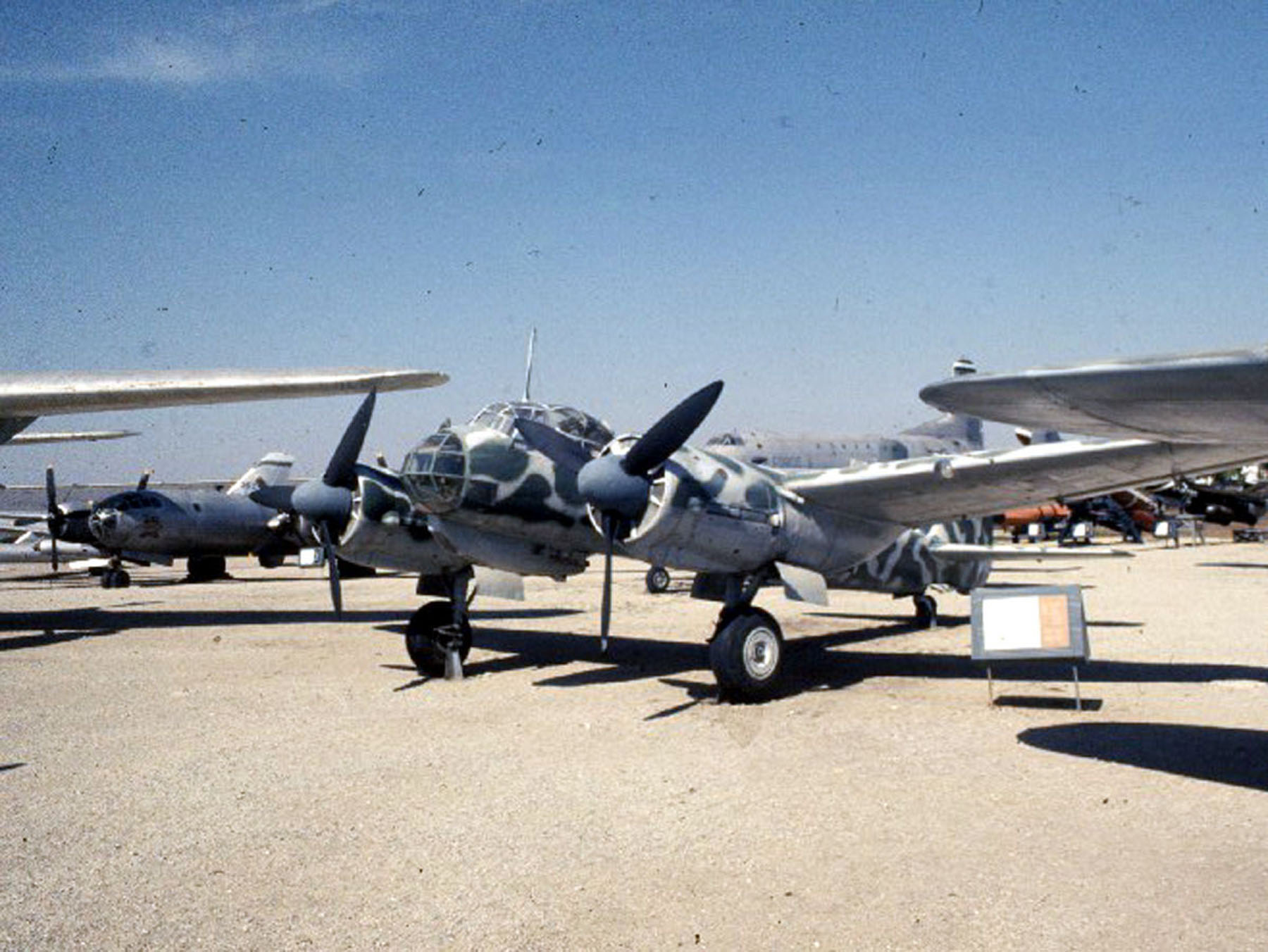
Aufklärer Junkers Ju 88 D

Aus der A-Reihe abgeleiteter Aufklärer mit Kameraausrüstung, ohne Sturzflugbremsen, bis 5000 km Reichweite mit 5380 l Treibstoff (3580 l + zwei 900-l-Abwurftanks)
- Ju 88 D-1: Fernerkunder, aus A-4 entwickelt, Jumo 211 J
- Ju 88 D-2: Fernerkunder, aus A-5 entwickelt, Jumo 211 B oder G
- Ju 88 D-3: Tropenversion der D-1, auch D-1 trop
- Ju 88 D-4: Tropenversion der D-2, auch D-2 trop
- Ju 88 D-5: wie D-1, aber VDM-Metallluftschraube
- Ju 88 D-6: wie D-1 und D-2, aber mit BMW 801, nach Abbau der Bodenwanne ca. 560 km/h Höchstgeschwindigkeit

### Ju 88 E
Ähnlich der Ju 88 B, mit BMW 801 ML, in Ju 188 E umbenannt

### Ju 88 F
Ähnlich der Ju 88 E, mit BMW 801 ML, in Ju 188 F umbenannt

### Ju 88 G
Die erste als reiner Nachtjäger entworfene Version, angetrieben von BMW-801- oder Jumo-213-Triebwerken sowie größerem Seitenleitwerk der Ju 188. Die Vorwärtsbewaffnung, vier starr nach vorne feuernde MG 151/20, wurde in einer luftwiderstandsarmen Waffenwanne im vorderen Bombenraum untergebracht, die strömungsungünstige Bodenwanne unter dem Cockpit entfiel. 500-l-Zusatztank im vorderen Bombenraum oberhalb der Waffenwanne.
- Ju 88 G-1: BMW 801 G-2-Triebwerke mit je 1700 PS Startleistung, 680-l-Zusatztank oder zehn 50-kg-Bomben im hinteren Bombenraum möglich
- Ju 88 G-6: Junkers Jumo-213-A-1-Triebwerke mit je 1750 PS Startleistung, 1000-l-Zusatztank anstatt hinterem Bombenraum
- Ju 88 G-7: wie G-6, aber Jumo-213-E-Höhentriebwerke mit je 1750 PS Startleistung sowie Tragflächen der Ju 188 mit 22 m Spannweite. Mit Morgenstern-Radar, verkleidet im Rumpfbug. Zwei Prototypen wurden im Januar 1945 endmontiert (V112 und V113), aber wohl nicht mehr geflogen.[12]

### Ju 88 H
Fernjäger und Aufklärer, zum Einsatz über See, verlängerte Zelle, BMW 801.
- Ju 88 H-1: aus der Ju 88 A-4 umgebauter Fernaufklärer mit Schiffssuchradar für den Einsatz über dem Atlantik. Der Rumpf wurde auf 17,88 m (nach anderen Quellen auf 17,55 m) verlängert, um zwei weitere Reichweitenbehälter von je 1220 l aufzunehmen. Damit wurde die maximale Treibstoffmenge von 3580 l auf 6020 l erhöht. Zusätzlich konnten noch ein oder sogar zwei 900-l-Abwurftanks mitgeführt werden. Das Abfluggewicht stieg auf 15.350 kg, daher wurde ein verstärktes Fahrwerk nötig. Vollbetankt, ohne die Möglichkeit weitere Nutzlast zu tragen, sollen Flugstrecken bis zu 4800 km bei 380–400 km/h erreicht worden sein. Wahrscheinlich wurden nur acht Maschinen gebaut, die wegen der Luftüberlegenheit der Alliierten schnell verlorengingen.
- Ju 88 H-2: nach dem gleichen Konzept gebauter „Atlantikzerstörer“, als Fernjäger zur Bekämpfung feindlicher U-Boot-Jagdflugzeuge. Wahrscheinlich wurde nur eine Mustermaschine gebaut, deren Flugeigenschaften für den Zerstörereinsatz unbefriedigend waren.

### Ju 88 P
Panzerjagdflugzeug, später Bomberzerstörer, Umbau von Bombern der A-Reihe, mit 3,7-cm-, 5-cm- oder 7,5-cm-Kanone.
- Ju 88 P-1: aus der Ju 88 A-4 abgeleitet, eine 7,5-cm-Bordkanone BK 7,5 unter dem Rumpf. Die Belastung durch die schwere Waffe erwies sich als zu groß für die Maschine.
- Ju 88 P-2: aus der Ju 88 A-4 abgeleitet, zwei 3,7-cm-Bordkanonen BK 3,7 unter dem Rumpf. Die mit der gleichen Waffe ausgestatteten Maschinen von Typ Ju 87 und Hs 129 erwiesen sich als für die Panzerbekämpfung im Tiefflug besser geeignet. Eine Ju 88 P-2 wurde als Nachtjagdflugzeug erprobt: sie erhielt zwei begrenzt schwenkbare 3-cm-Kanonen MK 103 und ein Radar. Vermutlich ist diese Maschine bei der NJG 10 eingesetzt worden, hat sich aber nicht bewährt.
- Ju 88 P-3: wie Ju 88 P-2, aber mit verstärkter Panzerung und Jumo 211 P; nur eine Kleinserie kam an der Ostfront zum Einsatz.
- Ju 88 P-4: wie Ju 88 P-3, aber mit aus der 5-cm-KwK 39 entwickelter BK 5 unter dem Rumpf. Wahrscheinlich wurden 32 Maschinen aus Ju 88 A-4 umgebaut und mit einigem Erfolg zur Panzerjagd an der Ostfront eingesetzt. Versuchseinsätze gegen viermotorige Bomber schlugen fehl, da sich die Ju 88 nicht gegen die Begleitjäger der Alliierten durchsetzen konnte.

### Ju 88 R
Aus Zelle der Ju 88 C entwickelter verbesserter Zerstörer oder Nachtjäger mit BMW-801-Motoren.
- Ju 88 R-1: ursprüngliche Bezeichnung Ju 88 C-4/R1; wie C-4, aber Motoranlage BMW 801 ML mit 2 × 1560 PS Startleistung in 0 m, als Nachtjäger mit FuG 212
- Ju 88 R-2: ursprüngliche Bezeichnung Ju 88 C-6/R2; wie C-6, aber Triebwerksanlage BMW 801 TP mit 2 × 1700 PS Startleistung in 0 m, als Nachtjäger mit FuG 212 oder FuG 220

### Ju 88 S
Schnellbomber mit strömungsgünstiger Glasnase und ohne Bodenwanne, nur ein 13-mm-MG 131 als Abwehrbewaffnung. Die Maschine war zum Einsatz über England und der Westfront vorgesehen; allerdings reichte die 1943 vielversprechende Geschwindigkeit 1944 nicht mehr aus, um feindlichen Jägern zu entgehen. Gleichzeitig wurde die Strahltriebwerkstechnologie serienreif, daher wurden nur eine kleine Serie Ju 88 S produziert, bevor die deutlich schnellere Arado Ar 234 mit Luftstrahltriebwerken vom Typ Jumo 004 als Schnellbomber zum Einsatz gelangte.
- Ju 88 S-1: BMW 801 G-2 mit GM-1-Anlage, Höchstgeschwindigkeit ohne Bombenlast ca. 600 km/h in 6000 m, mit GM-1 ca. 610 km/h in 8000 m, verfügbar ab Herbst 1943
- Ju 88 S-2: statt GM-1 mit Triebwerksanlage BMW 801 TJ mit Turbolader, ohne GM-1-Anlage, verfügbar ab Frühjahr 1944
- Ju 88 S-3: Jumo 213 A mit GM-1-Anlage, Höchstgeschwindigkeit ohne Bombenlast ca. 600 km/h in 6000 m, mit GM-1 ca. 615 km/h in 9000 m, wenige Maschinen verfügbar ab Spätsommer 1944

### Ju 88 T
Schneller Aufklärer, aus der Ju 88 S abgeleitet. Es wurden nur wenige Maschinen gebaut, die bald durch die schnellere Arado Ar 234 ersetzt wurden.
- Ju 88 T-1 mit BMW 801 G
- Ju 88 T-3 mit Jumo 213

### Mistel
Die Mistel (amtlicher Tarnname: Beethoven) wurde auch Vater und Sohn bzw. Huckepack genannt. Ab Mitte 1944 wurden etwa 250 Ju-88-Zellen zu unbemannten fliegenden Bomben umgebaut, die von einer aufmontierten Führungsmaschine auf das Ziel gesteuert werden sollte. Kurz vor dem Ziel sollten sich beide Maschinen trennen. Die mit Sprengstoff beladene Ju 88 sollte dann mit Hilfe der automatischen Kurssteuerung ins Ziel stürzen, während das Führungsflugzeug zur Basis zurückkehrte.
- Mistel M1 Ju 88 A-4 und Bf 109 F-4
- Mistel M2 Ju 88 G-1 und Fw 190 A-6
- Mistel M3A Ju 88 G-10 und Fw 190 F-8
- Mistel M3B Ju 88 H-4 und Fw 190 A-8
- Mistel M3C Ju 88 H-4 (die Kanzel wurde durch einen Gefechtskopf mit einer Hohlladung ersetzt) und Fw 190 A-8
- Mistel M4 Ju 188 und Me 262 (nur geplant)
- Mistel M5 Ju 88 G-7 und Ta 152 H (nur Erprobung)

### Modifikationen
Zusätzlich gab es zahllose Modifikationen. So wurde an der Ostfront generell die Bewaffnung verstärkt, wobei es kein einheitliches Schema gab.

## Weiterentwicklungen
- Ju 188: Weiterentwicklung der Ju 88 A mit BMW 801 oder Jumo 213, völlig verglastem Cockpit und größerer Spannweite, anfangs noch Ju 88 B genannt. Über 1000 Ju 188 wurden gebaut
- Ju 288: Junkers Beitrag zum sogenannten Bomber-B-Programm. Die geforderten Motoren der 2500-, später der 3000-PS-Klasse, insbesondere der Jumo 222, standen nie zur Verfügung. Daher war das Programm ein totaler Fehlschlag, der die Weiterentwicklung und Verwendung der Typen He 111, Do 217 und Ju 88 bis 1945 erzwang.
- Ju 388: Weiterentwicklung als Bomber/Aufklärer/Nachtjäger für große Höhen. Nur wenige Ju 388 wurden gegen Kriegsende noch hergestellt.
- Ju 488: viermotoriger schwerer Bomber, nur Projekt

## Besatzung

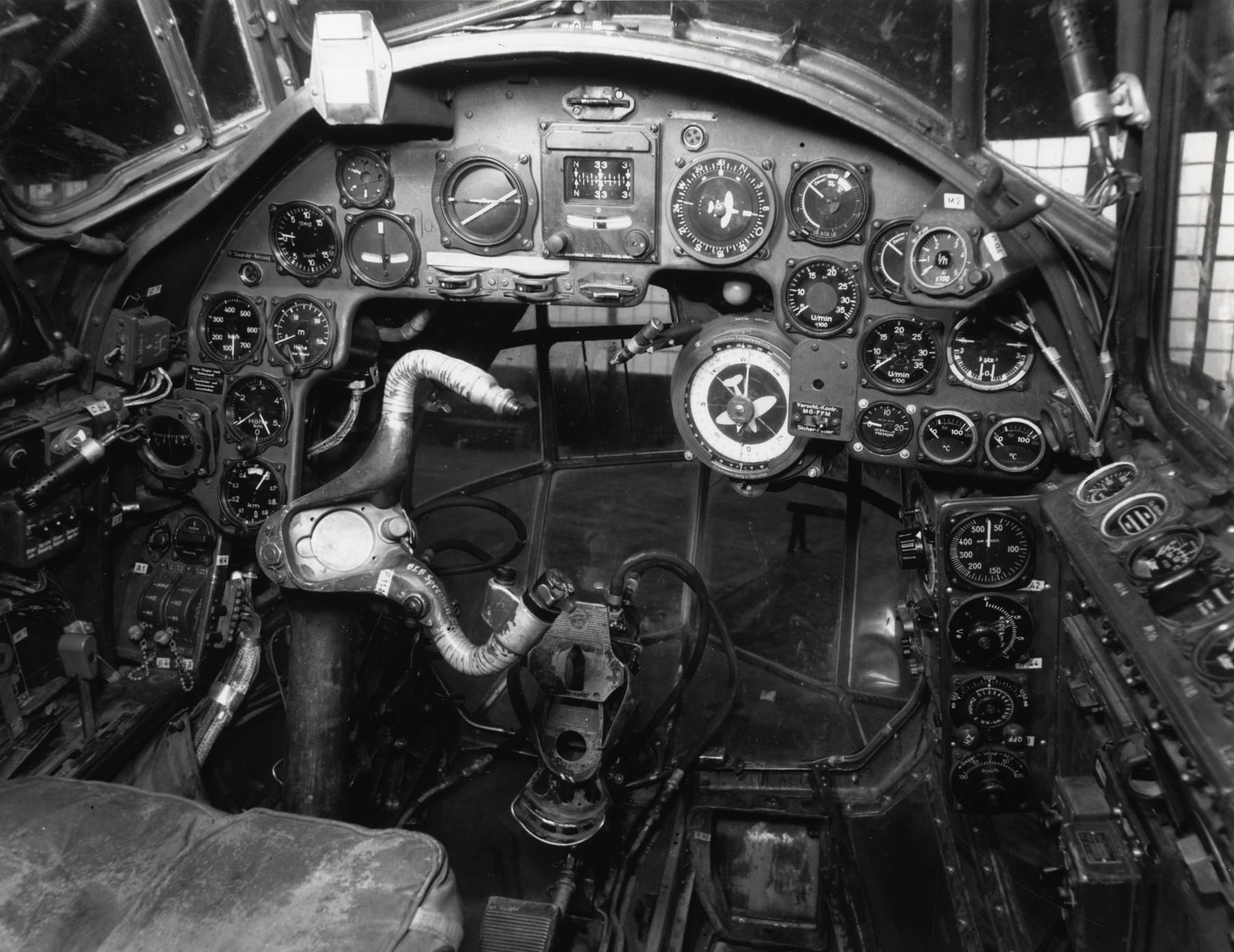
Cockpit einer Junkers Ju 88D

Bei der Bomberversion bestand die Besatzung normalerweise aus vier Mann, beim Zerstörer/Nachtjäger aus drei Mann.

### Flugzeugführer
Im Gegensatz zu bisherigen Bombern der deutschen Luftwaffe wie der He 111 war die Ju 88 als „Pilotenflugzeug“ ausgelegt, in dem der Pilot das Flugzeug kommandierte und im Prinzip das Flugzeug alleine fliegen konnte. Der Pilot saß links vorne im Cockpit in einem gepanzerten Sitz. Durch die verglaste Kanzel konnte er fast senkrecht nach unten schauen, was vor allem vor dem Sturzangriff wichtig war. Die Bedienungselemente waren für die damalige Zeit sehr benutzerfreundlich ausgelegt, so hatten beispielsweise die Hebel alle unterschiedlich geformte Griffe, um sie ohne Hinsehen unterscheiden zu können. Der Pilot war meist auch der Kommandant der Maschine, diese Aufgabe konnte aber auch vom Beobachter wahrgenommen werden. In der deutschen Luftwaffe gab es nicht nur Offiziere als Piloten, sondern auch Unteroffiziere und Mannschaftsdienstgrade. (Der Flugingenieur Carl Francke war zum Beispiel nur Gefreiter, als er im September 1939 den Angriff auf den Flugzeugträger Ark Royal führte). Der Pilot flog nicht nur das Flugzeug, sondern war beim Sturzangriff auch für das Zielen und Abwerfen der Bomben zuständig.

### Beobachter
Der Beobachter saß rechts vom Piloten auf einem ungepanzerten Klappsitz. In früheren Bombern war der Beobachter oft Offizier und Kommandant des Flugzeuges. In der Ju 88 hingegen war der Beobachter oft nur für die Navigation zuständig. Beim Horizontalangriff bediente er das Lotfe-Bombenzielgerät (Lotfernrohr) und löste die Bomben aus. Ferner bediente er das nach vorne gerichtete Maschinengewehr, sofern dieses nicht mit einem speziellen Verriegelungsmechanismus als starre Waffe eingesetzt wurde. Bei den Nachtjagdflugzeugen suchte er den Luftraum nach feindlichen Nachtjägern ab, während der Bordfunker das Funkmessgerät bediente.

### Funker
Der Funker saß mit dem Rücken zum Piloten und bediente die Funkgeräte, die in der Rückwand des Cockpits eingebaut waren. Er war nicht nur für die Kommunikation zuständig, sondern mittels Funkpeilung auch für die Navigation. Bei Jägerangriffen bediente er eines der beiden nach hinten gerichteten Maschinengewehre, das andere bediente der Beobachter. Bei den mit Funkmessgeräten ausgestatteten Nachtjagdflugzeugen führte der Bordfunker den Piloten bis auf Sichtkontakt an das Ziel heran.

### Bordschütze
Der Bordschütze hatte die unbequemste Position. Er lag meist den ganzen Flug auf dem Bauch in der Bodenlafette („Bola“) und bediente die wichtigste Abwehrwaffe, das nach hinten unten gerichtete Maschinengewehr. Beim Bombenangriff war es zudem seine Aufgabe, zu beobachten, ob die Bomben getroffen hatten, und oft auch Fotos mit einer mitgeführten Kamera zu machen. Er hatte zudem noch die Funktion eines Bordmechanikers. Da für diese Funktion die geringste Ausbildung erforderlich war, flogen oft „ungelernte“ Bordschützen als „Gäste“ mit, so etwa Bodenpersonal, Kriegsberichterstatter oder auch Etappenoffiziere, die dadurch an die Frontzulage kamen. Bei den Jägerversionen fiel der Bordschütze weg, bei manchen Versionen ohne Bodenlafette auch der Beobachter.

## Technische Daten

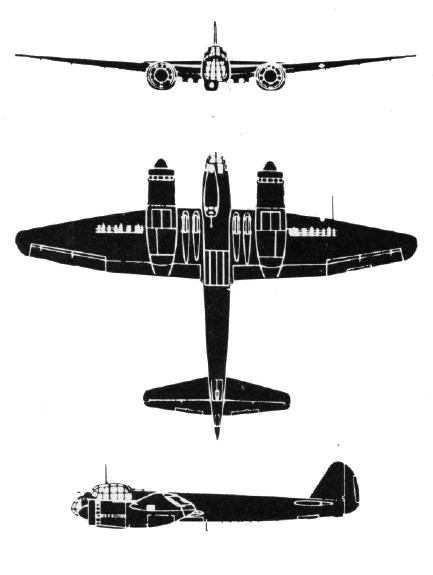
Seitenaufriss der Ju 88A

### Ju 88 A-1 (1940)
- Einsatzzweck: sturzflugfähiger Bomber
- Besatzung: 4
- Länge: 14,36 m
- Spannweite: 18,25 m
- Höhe: 4,85 m
- Flügelfläche: 52,5 m²
- Flügelstreckung: 6,1
- Startmasse: bis zu 12.450 kg
- Triebwerk: zwei Junkers-V12-Motoren Jumo 211 B-1 mit je 1175 PS Startleistung
- Treibstoff: vier Tanks in den Tragflächen mit insgesamt 1680 l, optional – anstelle der innen mitgeführten Bomben – ein Tank im vorderen Lastenraum mit 1220 l und ein Tank 680 l im hinteren Lastenraum = maximal 3580 l
- Höchstgeschwindigkeit: 460 km/h in 5500 m, ohne Bombenlast
- Dienstgipfelhöhe: 7500 m ohne Bombenlast
- Reichweite: 2030 km mit 3580 l Treibstoff in Tragflächen und Rumpftanks
- Bewaffnung:
  - ein Maschinengewehr MG 15 im Cockpit, teilbeweglich nach vorne feuernd
  - ein MG 15 im hinteren Cockpit, beweglich nach hinten oben feuernd
  - ein MG 15 in der Bodenwanne, beweglich nach hinten unten feuernd
- Bombenlast bis zu 2400 kg
  - interne Bombenlast bis zu 1400 kg (28 × 50-kg-Bomben vom Typ SC 50)
  - externe Bombenlast bis zu 2000 kg (4 × 500-kg-Bomben vom Typ SC 500)
  - zwei Bombenschlösser ETC 500/IXd unter den inneren Tragflächen, je eine Bombe 250 bis 1000 kg oder Luftmine LMA/LMB, oder zwei ETC 500/1000 XI, je 250 bis 1800 kg
  - zwei Bombenschlösser ETC 500 IXd unter den inneren Tragflächen, je eine Bombe 250 bis 500 kg
  - zwei Bombenschlösser ETC 500 IXd unter den äußeren Tragflächen, je eine Bombe 250 kg bei späteren Modellen

### Ju 88 A-5 (1940–1941)
- Einsatzzweck: sturzflugfähiger Bomber
- Besatzung: 4
- Länge: 14,36 m
- Spannweite: 20,08 m, zum Teil auch 19,95 m
- Höhe: 4,85 m
- Flügelfläche: 54,7 m²
- Flügelstreckung: 7,37
- Startmasse: 12.450 kg
- Triebwerk: zwei Junkers-V12-Motoren Jumo 211 B-1/G-1 mit je 1200 PS Startleistung
- Treibstoff: vier Tanks in den Tragflächen mit insgesamt 1680 l, optional – anstelle der innen mitgeführten Bomben – ein Tank im vorderen Lastenraum mit 1220 l und ein Tank mit 680 l im hinteren Lastenraum = maximal 3580 l
- Höchstgeschwindigkeit: 460 km/h in 5500 m, ohne Bombenlast
- Dienstgipfelhöhe: 7500 m ohne Bombenlast
- Reichweite: 2030 km mit 3580 l Treibstoff in Tragflächen und Rumpftanks
- Bewaffnung:
  - ein Maschinengewehr MG 15 im Cockpit, teilbeweglich nach vorne feuernd
  - zwei Maschinengewehre MG 15 im hinteren Cockpit, beweglich nach hinten oben feuernd
  - ein Maschinengewehr MG 15 in der Bodenwanne, beweglich nach hinten unten feuernd
- Bombenlast bis zu 2400 kg
  - interne Bombenlast bis zu 1400 kg (28 × 50-kg-Bomben vom Typ SC 50)
  - externe Bombenlast bis zu 2000 kg (4 × 500-kg-Bomben vom Typ SC 500)
  - zwei Bombenschlösser ETC 500 IXd unter den inneren Tragflächen, je eine Bombe 250 bis 1000 kg oder Luftmine LMA/LMB, oder zwei ETC 500/1000 XI, je 250 bis 1800 kg
  - zwei Bombenschlösser ETC 500 IXd unter den inneren Tragflächen, je eine Bombe 250 bis 500 kg
  - zwei Bombenschlösser ETC 500 IXd unter den äußeren Tragflächen, je eine Bombe 250 kg

### Ju 88 A-4 (1941–1944)
- Einsatzzweck: sturzflugfähiger Bomber
- Besatzung: 4
- Länge: 14,36 m
- Spannweite: 20,08 m
- Höhe: 4,85 m
- Flügelfläche: 54,7 m²
- Flügelstreckung: 7,37
- max. Startmasse (Überlast): 13.750 kg, mit Starthilfsraketen 14.000 kg
- Triebwerk: zwei Junkers-V12-Motoren Jumo 211 J mit je 1420 PS Startleistung, oder zwei Jumo 211 F-2 mit je 1350 PS Startleistung
- Treibstoff: vier Tanks in den Tragflächen mit insgesamt 1680 l, optional – anstelle der innen mitgeführten Bomben – ein Tank im vorderen Lastenraum mit 1220 l und ein Tank 680 l im hinteren Lastenraum = maximal 3580 l
- Höchstgeschwindigkeit: 500 km/h ohne Bombenlast
- Dienstgipfelhöhe: 7500 m ohne Bombenlast
- Reichweite: 2030 km mit 3580 l Treibstoff in Tragflächen und Rumpftanks und zwei SD-1000-Bomben unter den Flächen; 3150 km mit 3580 l Treibstoff in Tragflächen und Rumpftanks sowie 900-l-Abwurftank und einer SC-500-Bombe
- Bewaffnung:
  - ein Maschinengewehr MG 81 (7,92 mm) im Cockpit, teilbeweglich nach vorne feuernd
  - zwei Maschinengewehre MG 81 oder ein MG 131 (13 mm) im hinteren Cockpit, beweglich nach hinten oben feuernd
  - ein Zwillingsmaschinengewehr MG 81 Z in der Bodenwanne, beweglich nach hinten unten feuernd
- Bombenlast bis zu 3000 kg
  - interne Bombenlast bis zu 1400 kg (28 × 50-kg-Bomben vom Typ SC 50)
  - externe Bombenlast bis zu 3000 kg (zwei SC 1000 und zwei SC 500 oder sechs SC 500)
  - zwei Bombenschlösser ETC 500 IXd unter den inneren Tragflächen, je eine Bombe 250 bis 1000 kg oder Luftmine LMA/LMB, oder zwei ETC 500/1000 XI, je 250 bis 1800 kg
  - zwei Bombenschlösser ETC 500 IXd unter den inneren Tragflächen, je eine Bombe 250 bis 500 kg
  - zwei Bombenschlösser ETC 500 IXd unter den äußeren Tragflächen, je eine Bombe 250 bis 500 kg

### Ju 88 B-0 (1940)
- Nur zehn Vorserienmuster gebaut, Prototyp der späteren Ju 188
- Besatzung: 4
- Länge: 14,45 m
- Spannweite: 20,08 m
- Höhe: 4,45 m
- Flügelfläche: 54,7 m²
- Flügelstreckung: 7,37
- Startmasse: 12.470 kg
- Triebwerk: zwei 14-Zylinder-Doppelsternmotoren BMW 801 A oder B mit je 1560 PS Startleistung oder zwei Jumo 213 A mit je 1600 PS Startleistung
- Höchstgeschwindigkeit: 540 km/h
- Dienstgipfelhöhe: 9050 m
- Reichweite: 2850 km
- Bewaffnung:
  - drei Zwillingsmaschinengewehre MG 81 Z
  - bis zu 2500 kg Bombenlast

### Ju 88 C-6 (1942–1944)
Einsatzzweck: Nachtjäger/schwerer Jäger (Zerstörer)
- Besatzung: 3
- Länge: 14,36 m
- Spannweite: 20,08 m
- Höhe: 4,85 m
- Flügelfläche: 54,7 m²
- Flügelstreckung: 7,37
- Startmasse: 10.490 kg mit 1680 l in den Flächentanks, 11.390 kg mit 1220 l Reichweitenbehälter im vorderen Lastenraum, bei Überlast mit 1220 l + 680 l + ein abwerfbarer 900-l-Tank 12.830 kg
- Tragflächenbelastung bei Startmasse: 191 kg/m², bis zu 234 kg/m² bei Überlast
- Tragflächenbelastung bei Landemasse: 170 kg/m²
- Triebwerk: zwei Junkers-V12-Motoren Jumo 211 J mit je 1420 PS Startleistung
- Treibstoff: vier Tanks in den Tragflächen mit insgesamt 1680 l sowie ein Tank im vorderen Lastenraum mit 1220 l = 2900 l, optional, anstelle der Bomben oder der Schrägwaffen, ein weiterer 680-l-Tank im hinteren Lastenraum
- Höchstgeschwindigkeit bei Notleistung: ca. 500 km/h in 5000 m Volldruckhöhe
- Geschwindigkeit bei Steigleistung: ca. 480 km/h in 5 km, ca. 460 km/h in 5 km mit SN2-Radarantenne, ca. 445 km/h in 5 km mit SN2 und Flammendämpfer am Auspuff
- Gipfelhöhe: 8000 m
- Steigfähigkeit: 540 m/min
- Reichweite: 2300 km mit 3580 l Treibstoff in Tragflächen und Rumpftanks
- Bewaffnung als schwerer Jäger/Zerstörer
  - eine 20-mm-Kanone MG FF/M und drei Maschinengewehre MG 17 in Rumpfbug
  - zwei bewegliche MG 81 oder ein MG 131 zur Verteidigung nach hinten oben feuernd
  - ein bewegliches MG 81 Z zur Verteidigung nach hinten unten
  - als Behelfsbomber zehn SC-50-Bomben im hinteren Lastenraum
- Bewaffnung als Nachtjäger:
  - eine 20-mm-Kanone MG FF/M und drei MG 17 in Rumpfbug
  - zwei 20-mm-Kanonen MG-FF/M in der Bodenwanne
  - ab 1943 oft zwei starre 20-mm-Kanonen MG 151/20 im hinteren Lastenraum, ~75° nach vorne oben feuernd als (Schräge Musik)
  - zwei bewegliche MG 81 oder ein MG 131 zur Verteidigung nach hinten oben feuernd
  - als Behelfsbomber zehn SC50-Bomben im hinteren Bombenschacht
- Radaranlage des Nachtjägers Ju 88 C-6:
  - FuG 202 Lichtenstein B/C (Ende 1942), FuG 212 Lichtenstein C1 (Mitte/Ende 1943), FuG 220 Lichtenstein SN2 (Anfang 1944)
  - FuG 350 Naxos-Z als passiver Radarempfänger

### Ju 88 G-6 (1944–1945)
- Einsatzzweck: Nachtjäger
- Länge: 14,36
- Spannweite: 20,08 m
- Höhe: 4,85 m
- Flügelfläche: 54,7 m²
- Flügelstreckung: 7,37
- Startmasse: 12.400 kg
- Tragflächenbelastung: 227 kg/m²
- Triebwerk: zwei Junkers-Motoren Jumo 213 A-1 mit je 1750 PS Startleistung
- Treibstoff: vier Tanks in den Tragflächen mit insgesamt 1680 l sowie ein Tank im vorderen Lastenraum mit 475 l = 2155 l, bei nach hinten versetzten Schrägwaffen ein weiterer 680-l-Tank im hinteren Lastenraum
- Höchstgeschwindigkeit: 625 km/h in 5 km, ohne Flammendämpfer und Radarantenne
- Höchstgeschwindigkeit: 580 km/h in 5 km, mit Flammendämpfer und Radarantenne
- Gipfelhöhe: 10.000 m
- Steigfähigkeit: 500 m/min
- Reichweite: etwa 1700 km mit 2835 l Treibstoff in Tragflächen und Rumpftanks
- Bewaffnung:
  - vier 20-mm-Kanonen MG 151/20 in einer Waffenwanne unter dem Rumpf, starr nach vorne feuernd
  - zwei starre 20-mm-Kanonen MG 151/20 im hinteren Lastenraum, ~75° nach vorne oben feuernd als Schräge Musik
  - ein MG 131 im hinteren Cockpit zur Verteidigung, beweglich nach hinten oben feuernd
- Radar (aktiv):
  - FuG 220 Lichtenstein SN2 (Standard), eventuell einige mit FuG 228 Lichtenstein SN3 (spät/sehr selten) oder
  - FuG 218 Neptun V/R mit Rückwärtswarnung vor feindlichen Nachtjägern
  - sehr späte Modelle mit FuG 240 Berlin (April/Mai 1945, etwa 30 gebaut/umgerüstet)
- Radar (passiv):
  - FuG 350 Naxos-Z zur Anpeilung von H2S-Abstrahlungen
  - FuG 227 Flensburg zur Anpeilung von Monica-Radaremissionen

## Erhaltene Maschinen
Nach dem Sieg der Alliierten waren die Ju 88, 1945 hauptsächlich Nachtjäger, für die Sieger uninteressant und wurden schnell verschrottet – im Gegensatz zu den Strahlflugzeugen (siehe Messerschmitt Me 262, Horten H IX), von denen viele in die Vereinigten Staaten, der Sowjetunion und nach Großbritannien abtransportiert und dort studiert wurden.
Es gab jahrelang nur zwei erhaltene Museumsexemplare: einen Aufklärer vom Typ Ju 88 D der rumänischen Luftwaffe im U.S. Air Force Museum in Dayton (Ohio), sowie eine Ju 88 R im Royal Air Force Museum Cosford. Beide Maschinen waren noch während des Krieges intakt in die Hände der Alliierten gefallen. In den 1990er-Jahren wurden einige Ju 88 in Norwegen und Russland aus Seen und der Tundra geborgen, so dass die Zahl der insgesamt erhaltenen Maschinen heute fast ein Dutzend beträgt, wovon etwa die Hälfte bereits restauriert ist.
In Deutschland steht eine Ju 88 A im Auto- und Technikmuseum Sinsheim. Bei dieser Maschine wurden bei der Restauration fehlende Teile als Attrappe ergänzt, wobei leider die Proportionen des Rumpfvorderteils und der Kabine nicht gelungen sind. Außerdem erhielt sie das Phantasie-Kennzeichen HH+4V.
Das Deutsche Technikmuseum Berlin zeigt eine Ju 88. Sie wurde aus Teilen einer Ju 88 A aus Norwegen und einer aus dem Plattensee geborgenen Ju 88 G zusammengebaut. Am 23. März 2007 wurde in der Bucht von Larisa ein Exemplar für das Museum der Griechischen Luftstreitkräfte geborgen.
Am 15. Juni 2012 bestätigte ein Bundeswehrsprecher, dass es sich bei einem aus der Ostsee vor der Insel Rügen geborgenen Flugzeugwrack nicht – wie ursprünglich vermutet – um eine Ju 87, sondern vielmehr um eine Ju 88 handelt.